# Pólvora

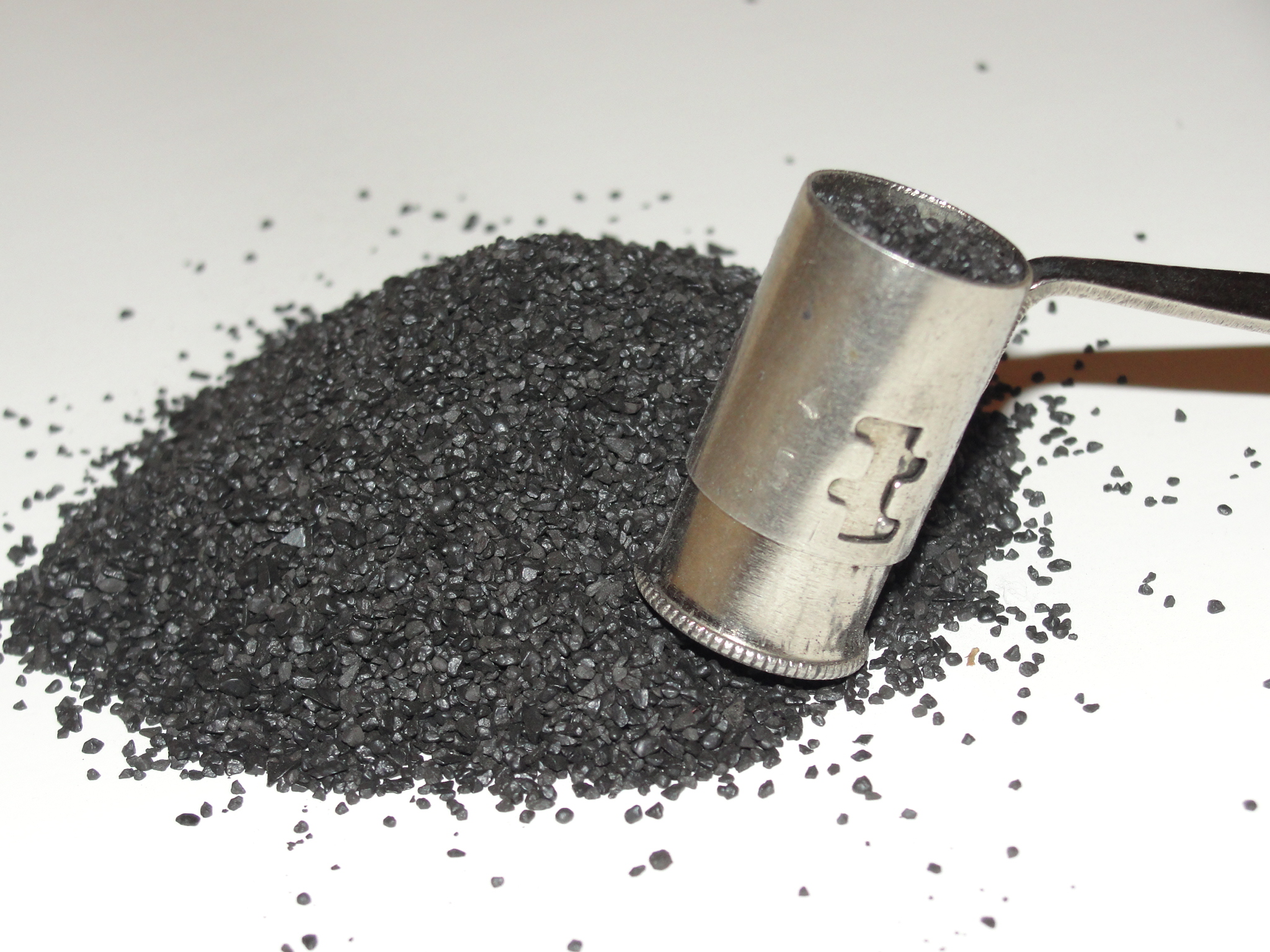
Pólvora negra com um medidor de carga.

A pólvora é a designação genérica de qualquer mistura de substâncias pouco explosiva, que queima com rapidez, usada como carga propelente em armas de fogo, ou agentes explosivos em atividades de mineração ou desobstrução, e também em fogos de artifício. Historiadores creditam a descoberta ao chineses a descoberta, que teria ocorrido acidentalmente por volta do século IX, pois no ano 1000 os chineses usavam a “pólvora negra” em fogos de artifício.

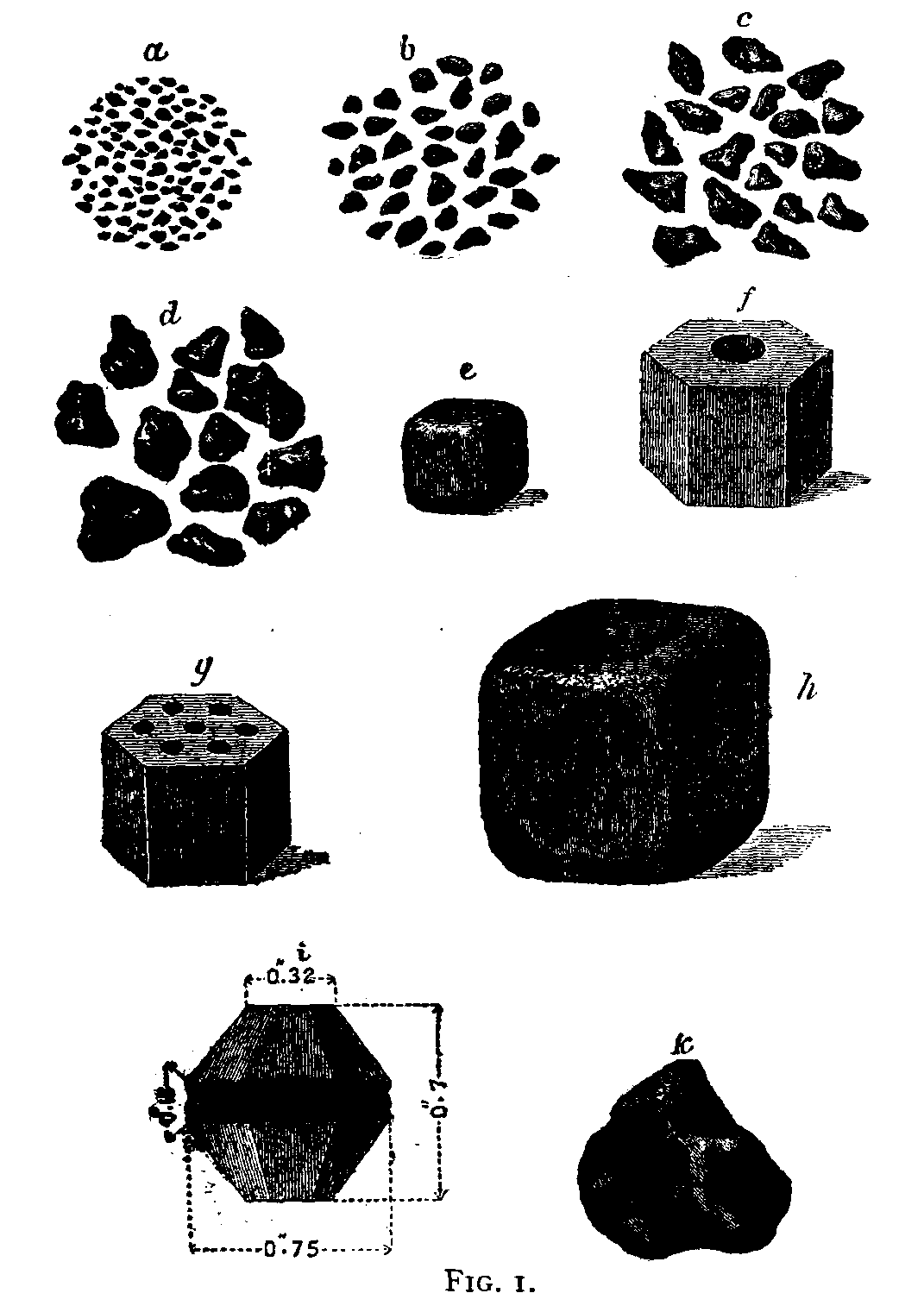
Tamanhos e formas dos grão de pólvora - Na fig. 1, "a" a "k" mostram os tamanhos e formas relativos dos grãos usados antigamente para fins militares, exceto os maiores, "e"-"f"-"g" e "h", exibidos com metade do tamanho para economizar espaço, enquanto o restante indica as dimensões reais dos grãos. Apenas o "a" é para armas pequenas, todos os outros são para canhões de vários tamanhos.

A primeira dessas misturas, existente no Extremo Oriente desde o século IX, convencionou-se chamar pelo retrônimo a mistura como pólvora negra (do inglês "black powder") no Mundo ocidental. Esse primeiro explosivo químico conhecido, consiste em uma mistura de enxofre (S), carvão vegetal (C) e nitrato de potássio (salitre, KNO3). O enxofre e o carvão atuam como combustíveis, enquanto o salitre é um oxidante.
Por causa de suas propriedades incendiárias e da quantidade de calor e volume de gás que gera, a pólvora tem sido amplamente utilizada como propelente em armas de fogo, artilharia, foguetes e pirotecnia, incluindo o uso como agente de detonação de explosivos em pedreiras, mineração e construção de estradas.
A pólvora é classificada como "baixo explosivo" devido à sua taxa de decomposição relativamente lenta e, consequentemente, baixa potência explosiva. "Explosivos baixos" deflagram (ou seja, queimam) em velocidades subsônicas, enquanto "explosivos altos" detonam produzindo uma onda de choque supersônica.
A ignição da pólvora embalada atrás de um projétil gera pressão suficiente para forçar o tiro através do cano em alta velocidade, mas geralmente não gera força suficiente para romper o cano da arma. A pólvora é, portanto, um bom propulsor, mas é menos adequada para quebrar rochas ou fortificações com seu poder explosivo de baixo rendimento. Entretanto, transferindo energia suficiente (da pólvora em chamas para a massa da bala de canhão, e depois da bala de canhão para as fortificações opostas por meio da bala), eventualmente, um ataque de artilharia, pode destruir as defesas fortificadas do oponente.
A pólvora foi amplamente usada para encher balas de artilharia fundidas (e também usadas em projetos de mineração e engenharia civil) até a segunda metade do século XIX, quando os primeiros explosivos foram usados. A pólvora não é mais usada em armas modernas, nem é usada para fins industriais, devido ao seu custo relativamente ineficiente em comparação com alternativas mais recentes, como dinamite e nitrato de amônio / óleo combustível. Hoje, as armas usando pólvora se limitam principalmente à caça, tiro ao alvo e encenações históricas sem balas.

## Histórico

### China
A primeira referência confirmada ao que pode ser considerado pólvora na China ocorreu no século IX (d.C.) durante a dinastia Tang, primeiro em uma fórmula contida no Taishang "Shengzu Jindan Mijue" em 808 e depois em cerca de 50 anos mais tarde, em um texto taoísta conhecido como "Zhenyuan Miaodao Yaolüe". O Taishang Shengzu Jindan Mijue menciona uma fórmula de pólvora composta de seis partes de enxofre a seis partes de salitre e uma parte de erva de natalidade. De acordo com o Zhenyuan miaodao yaolüe, "alguns aqueceram juntos enxofre, realgar e salitre com mel; resultam fumaça e chamas, de modo que suas mãos e rostos foram queimados, e até toda a casa onde estavam trabalhando queimada".

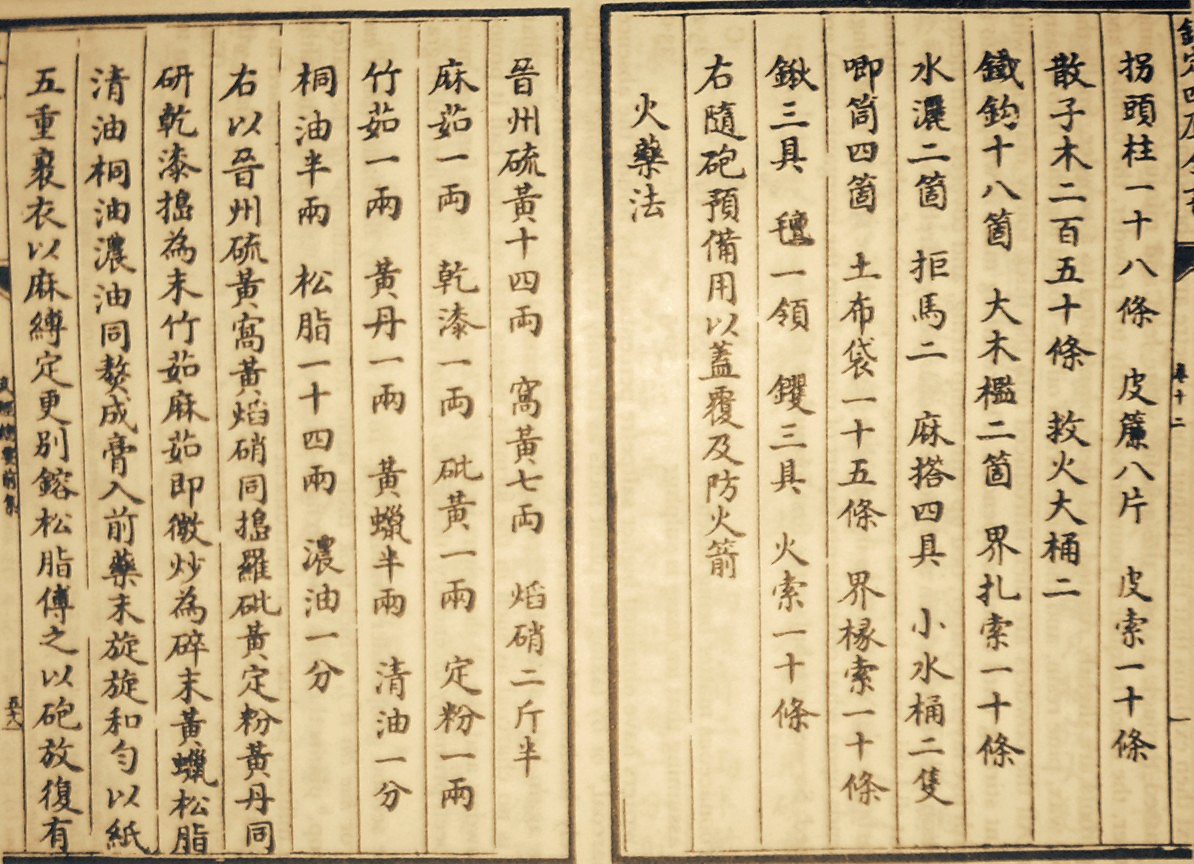
Uma das mais antigas fórmulas de pólvora, registrada no Wujing Zongyao (1044 d.C.).

Com base nesses textos taoístas, a invenção da pólvora pelos alquimistas chineses provavelmente foi um subproduto acidental de experimentos que tentavam criar o elixir da vida. A origem experimental da pólvora na medicina experimental é refletida no nome chinês huoyao (chinês: 火药 / 火藥; pinyin: huŏ yào / xuo yɑʊ /), que significa "medicamento contra incêndio". O salitre era conhecido pelos chineses em meados do século I (d.C.) e foi produzido principalmente nas províncias de Sichuan, Shanxi e Shandong. Há fortes evidências do uso de salitre e enxofre em várias combinações medicinais. Um texto alquímico chinês datado de 492 observou salitre queimado com uma chama roxa, fornecendo um meio prático e confiável de distingui-lo de outros sais inorgânicos, permitindo assim aos alquimistas avaliar e comparar técnicas de purificação; os primeiros relatos latinos de purificação de salitre são datados após 1200. Originalmente desenvolvida pelos taoístas para fins medicinais, a pólvora foi usada pela primeira vez na guerra por volta de 904 DC. Sendo uma das quatro grandes invenções, a pólvora se espalhou por muitas partes da Eurásia até o final do século XIII (1300).

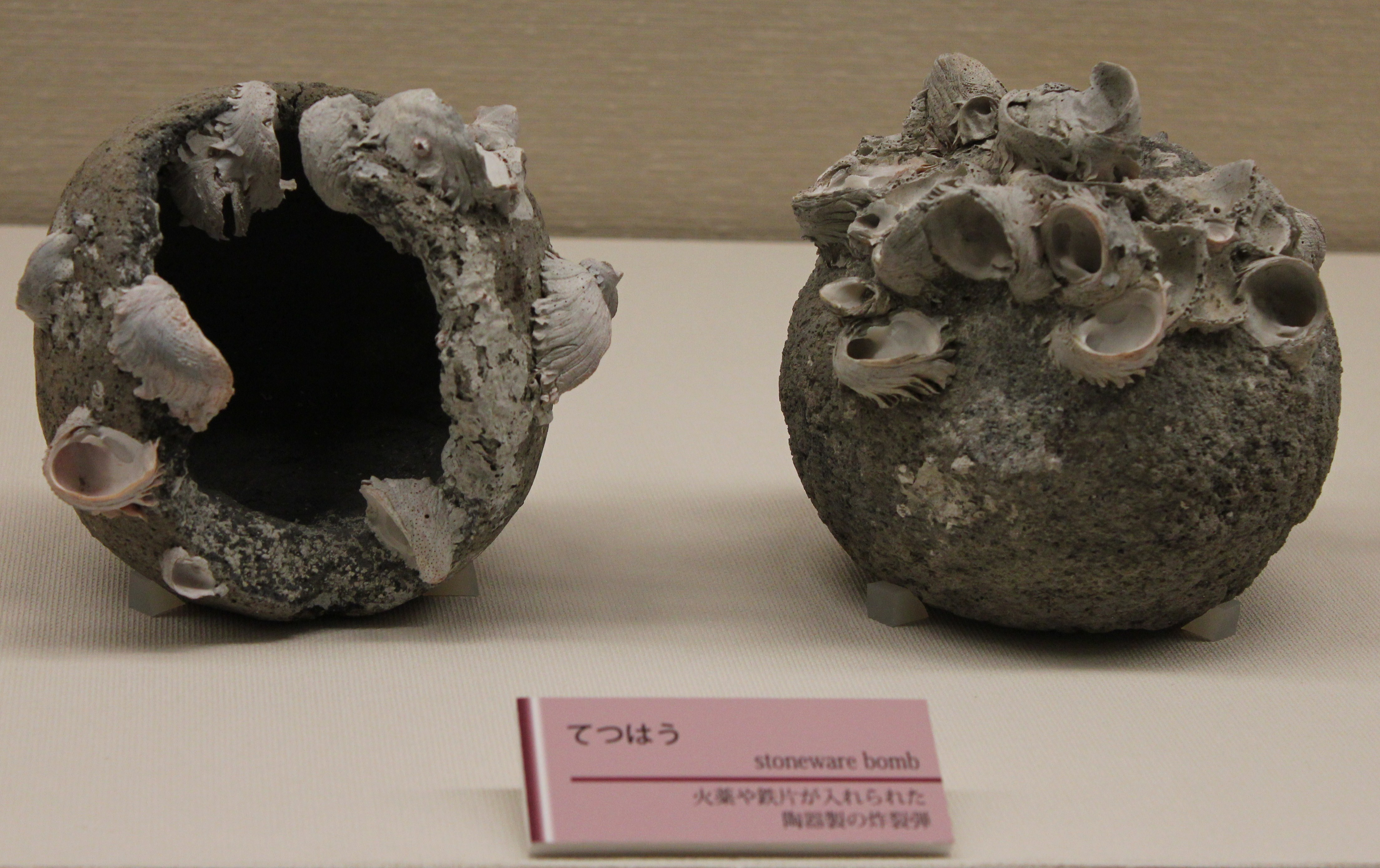
Granadas de cerâmica, conhecidas em japonês como Tetsuhau ("bomba de ferro") ou em chinês como Zhentianlei ("bomba de trovão"), escavadas no naufrágio de um navio mongol em Takashima, em outubro de 2011, da época das invasões mongóis ao Japão (1274–1281 d.C.).

A fórmula química mais antiga para a pólvora apareceu no texto da Dinastia Sung do século XI, Wujing Zongyao (Fundamentos Completos dos Clássicos Militares), escrito por Tseng Kung-Liang entre 1040 e 1044. O Wujing Zongyao fornece referências enciclopédicas a uma variedade de misturas que incluem desde petroquímicos - até alho e mel. É mencionado um pavio lento para os mecanismos de projeção de chamas usando o princípio do sifão e também para fogos de artifício e foguetes (ver: História dos foguetes). As fórmulas de mistura deste livro não contêm salitre suficiente para criar um explosivo; estando limitados a no máximo 50% de salitre, eles produziam de fato, uma bomba incendiária. Os Fundamentos foram escritos por um burocrata da corte da Dinastia Sung e há poucas evidências de que isso tenha tido algum impacto imediato na guerra; não há menção ao uso da pólvora nas crônicas das guerras contra os Tanguts no século XI, e a China estava em paz principalmente durante esse século. No entanto, a pólvora já havia sido usada para flechas de fogo desde pelo menos o século X. A primeira aplicação militar registrada de pólvora data seu uso no ano 904 na forma de projéteis incendiários. Nos séculos seguintes, várias armas de pólvora, como bombas, lanças de fogo e outras armas apareceram na China. Armas explosivas, como bombas, foram descobertas em um naufrágio na costa do Japão, datadas de 1281, durante as invasões mongóis do Japão.
Em 1083, a corte de Sung produzia centenas de milhares de flechas de fogo para suas guarnições. As bombas e as primeiras protoarmas, conhecidas como "lança de fogo", tornaram-se proeminentes durante o século XII e foram usadas pelos Sung durante as Guerras Jin–Sung. O uso de lanças de fogo foi registrado pela primeira vez durante o Cerco de De'an em 1132 pelas forças Sung contra os Jin. No início do século XIII, os Jin utilizavam bombas revestidas de ferro. Os projéteis foram adicionados às lanças de fogo e canos reutilizáveis para lanças de fogo foram desenvolvidos, primeiro de papel endurecido e depois de metal. Em 1257, algumas lanças de fogo disparavam maços de balas. No final do século XIII, as lanças metálicas de fogo se tornaram "erupcionistas", protocanhões disparando projéteis co-viativos (misturados com o propulsor, em vez de assentados sobre ele com um chumaço) e, até 1287, o mais tardar, tornaram-se armas de verdade, o "canhão de mão".

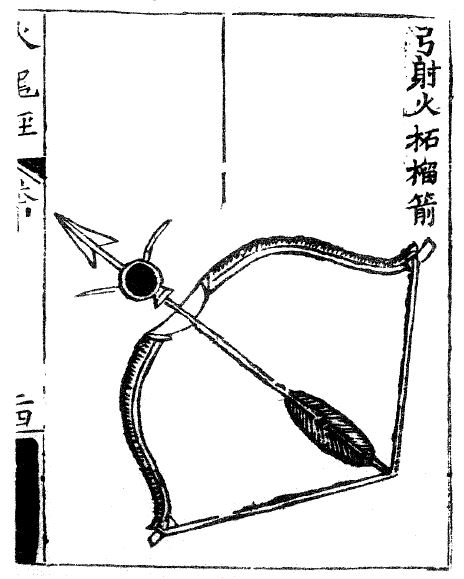
Uma flecha amarrada com pólvora pronta para ser atirada de um arco. Ilustração do Huolongjing c. 1350.
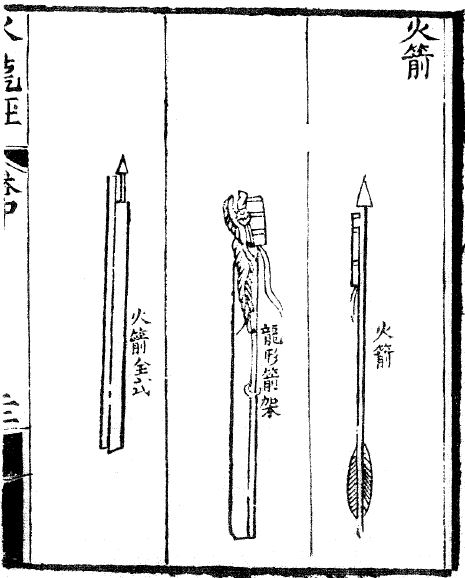
A mais antiga representação conhecida de flechas de fogo, do Huolongjing. A flecha da direita é uma "flecha de fogo", ao centro, uma "bainha de flecha em forma de dragão" e a esquerda é uma "flecha de fogo completa".
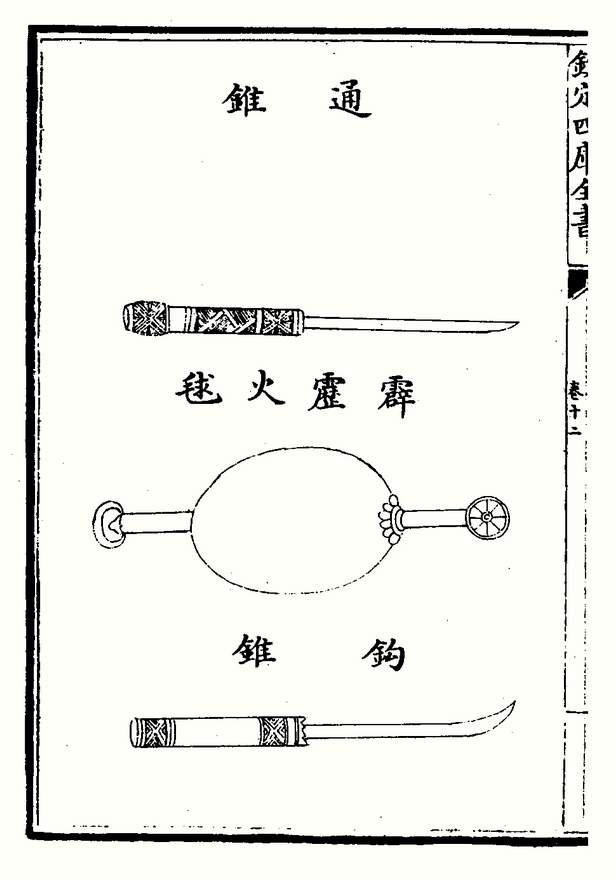
Uma ilustração de uma "bomba de trovão", conforme descrito no texto de 1044, Wujing Zongyao. Considerado um pseudo-explosivo. O item superior é um furador de reto e o inferior é um furador em gancho.

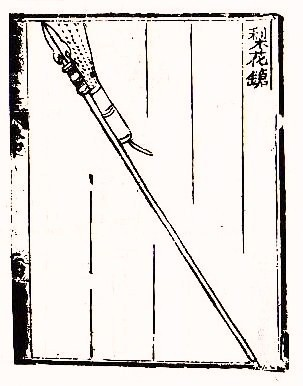
Uma lança de fogo, como representada no Huolongjing c. 1350.
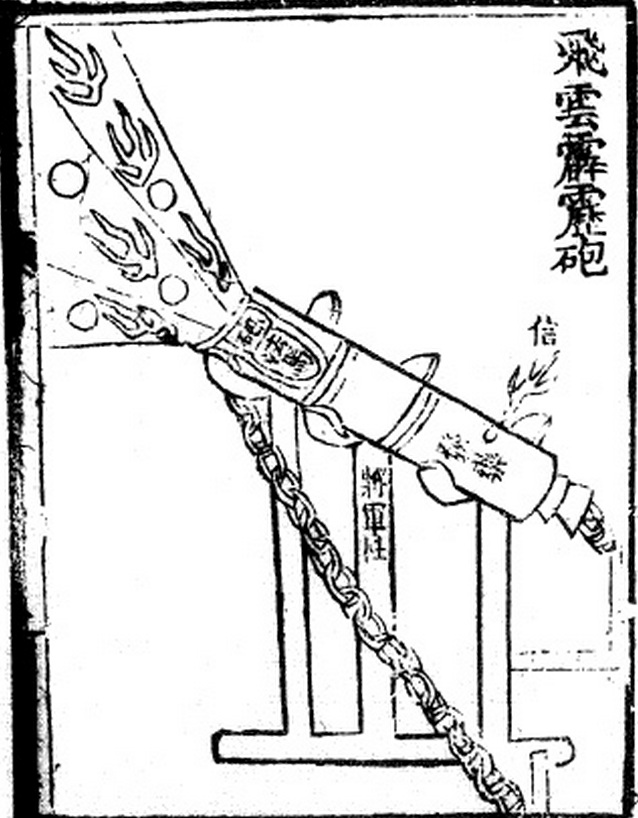
O canhão "nuvem-voadora do trovão erupcionista" do Huolongjing c. 1350.
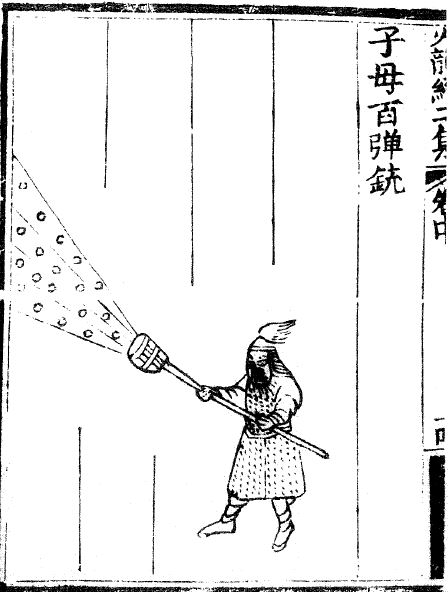
Uma arma combinada conhecida como a "mãe da arma de cem balas" do Huolongjing c. 1350.

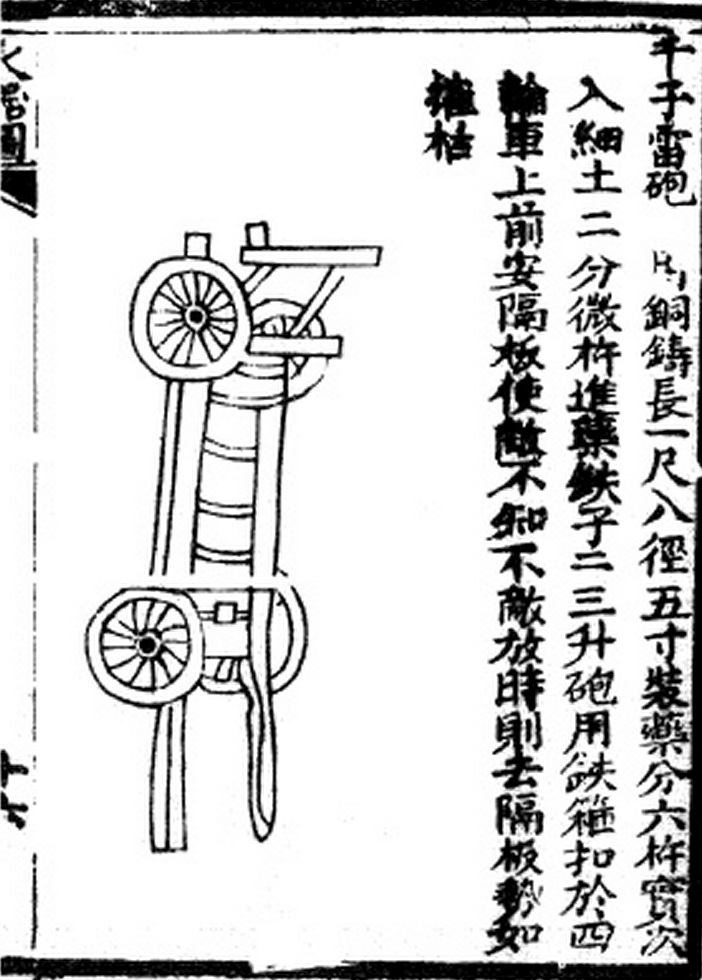
Ilustração de um "canhão de trovão de mil balas" em bronze do Huolongjing c. 1350.
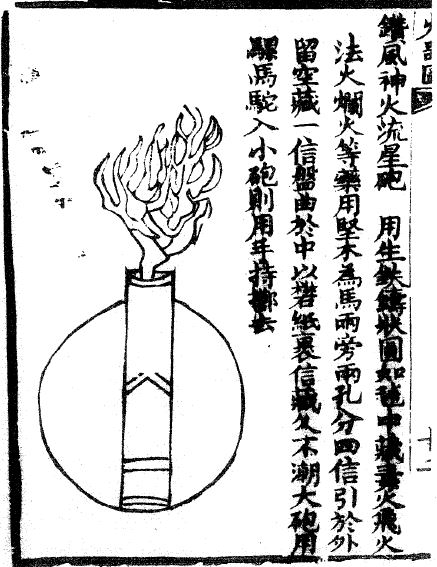
Uma bomba "Meteoro de fogo mágico contra o vento" como ilustrada no Huolongjing c. 1350.
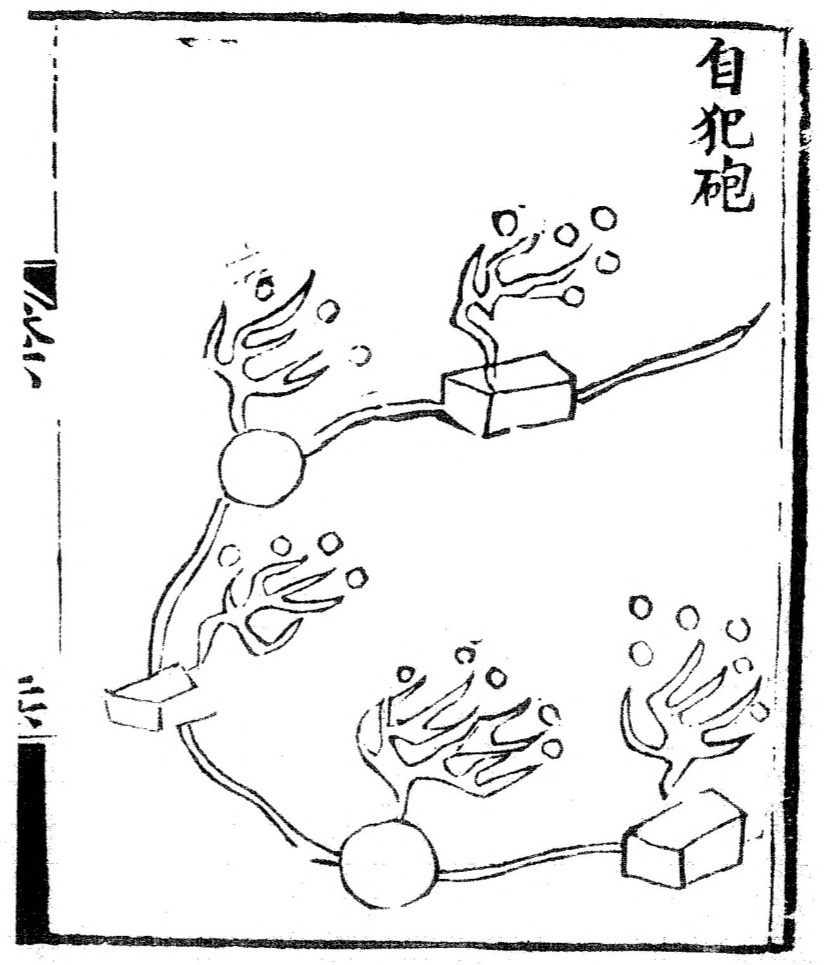
A "mina terrestre de transposição automática" do Huolongjing c. 1350.

### Oriente Médio

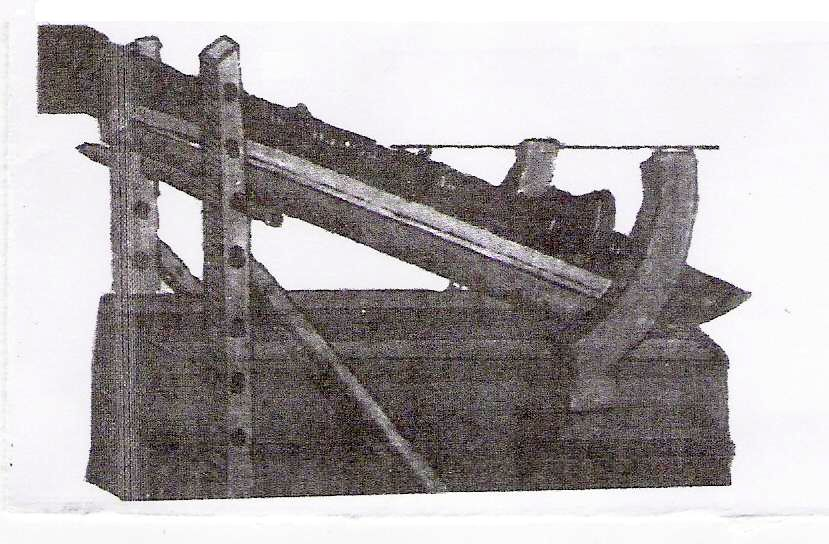
Ilustração de um canhão Granadian do século XV do livro Al-izz wal rifa'a.

Os muçulmanos adquiriram conhecimento da pólvora em algum momento entre 1240 e 1280, quando o sírio Hasan al-Rammah escreveu, em árabe, receitas para a pólvora, instruções para a purificação do salitre e descrições dos comportamentos incendiários da pólvora. Está implícito no uso de alguns termos que ele derivou seu conhecimento de fontes chinesas: em suas referências ao salitre como "neve chinesa", fogos de artifício como "flores chinesas" e foguetes como "flechas chinesas". No entanto, porque al-Rammah atribui seu material ao trabalho de seu "pai e antepassados", ele argumenta que a pólvora se tornou conhecida na Síria e no Egito até "no final do século XII ou no início do  século XIII. Na Pérsia, o salitre era conhecido como "sal chinês" ou "sal de salinas chinesas".
Hasan al-Rammah incluiu 107 receitas de pólvora em seu texto "al-Furusiyyah wa al-Manasib al-Harbiyya" ("O Livro de Equitação Militar e Dispositivos de Guerra Engenhosos"), 22 das quais eram para foguetes. Se tomarmos a média de 17 dessas 22 composições para foguetes, teremos: 75% de nitratos, 9,06% de enxofre e 15,94% de carvão vegetal, que é quase idêntica à receita ideal moderna conhecida para a pólvora de: 75% de nitrato de potássio, 10% de enxofre e 15% de carvão.
Al-Rammah afirma que, na Batalha de Ain Jalut, de 1260, os mamelucos usaram contra os mongóis na fórmula da pólvora "o primeiro canhão da história", a proporções de composição ideal quase idênticas para a pólvora explosiva. Outros historiadores pedem cautela em relação às alegações de uso de armas de fogo islâmicas no período de 1204 a 1324, pois os textos árabes medievais mais recentes usavam a mesma palavra para pólvora, "naft", que eles usavam para uma bomba incendiária mais antiga, a "nafta".
O historiador Alam Khan alega que foram os mongóis invasores que introduziram a pólvora no mundo islâmico e cita a aversão dos mameluco em relação aos primeiros mosqueteiros em sua infantaria como um exemplo de como nem sempre as armas de pólvora eram recebidas com aceitação aberta no Oriente Médio. Da mesma forma, a recusa das forças Qizilbash em usar armas de fogo contribuiu para a derrota dos Safávidas em Chaldiran, em 1514.
O mosquete apareceu no Império Otomano em 1465. Em 1598, o escritor chinês Zhao Shizhen descreveu os mosquetes turcos como sendo superiores aos mosquetes europeus. O livro militar chinês Wu Pei Chih (1621) descreveu mais tarde mosquetes turcos que usavam um mecanismo de pinhão e cremalheira, que não era conhecido por ter sido usado em armas de fogo europeias ou chinesas na época.
A fabricação de pólvora controlada pelo Estado pelo Império Otomano por meio de cadeias de suprimentos antecipada para obter nitro, enxofre e carvão de alta qualidade de carvalhos na Anatólia contribuiu significativamente para sua expansão entre os séculos XV e XVIII. Foi somente no final do século XIX que a produção organizada da pólvora turca foi bastante reduzida, o que coincidiu com o declínio de seu poder militar.

### Europa continental

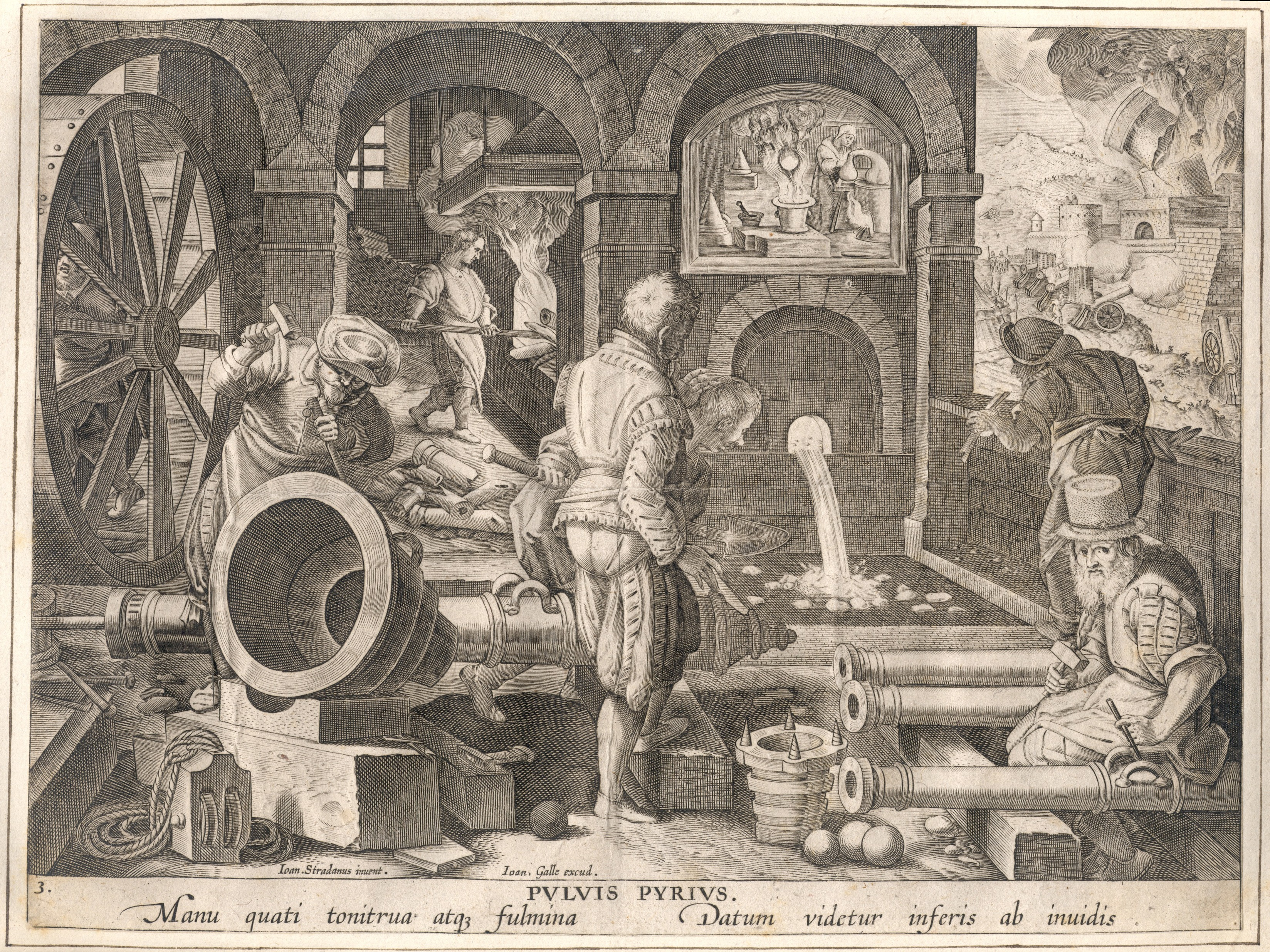
"A invenção da pólvora", autor anônimo, Museu Plantin-Moretus (PK.OPB.0168.004).

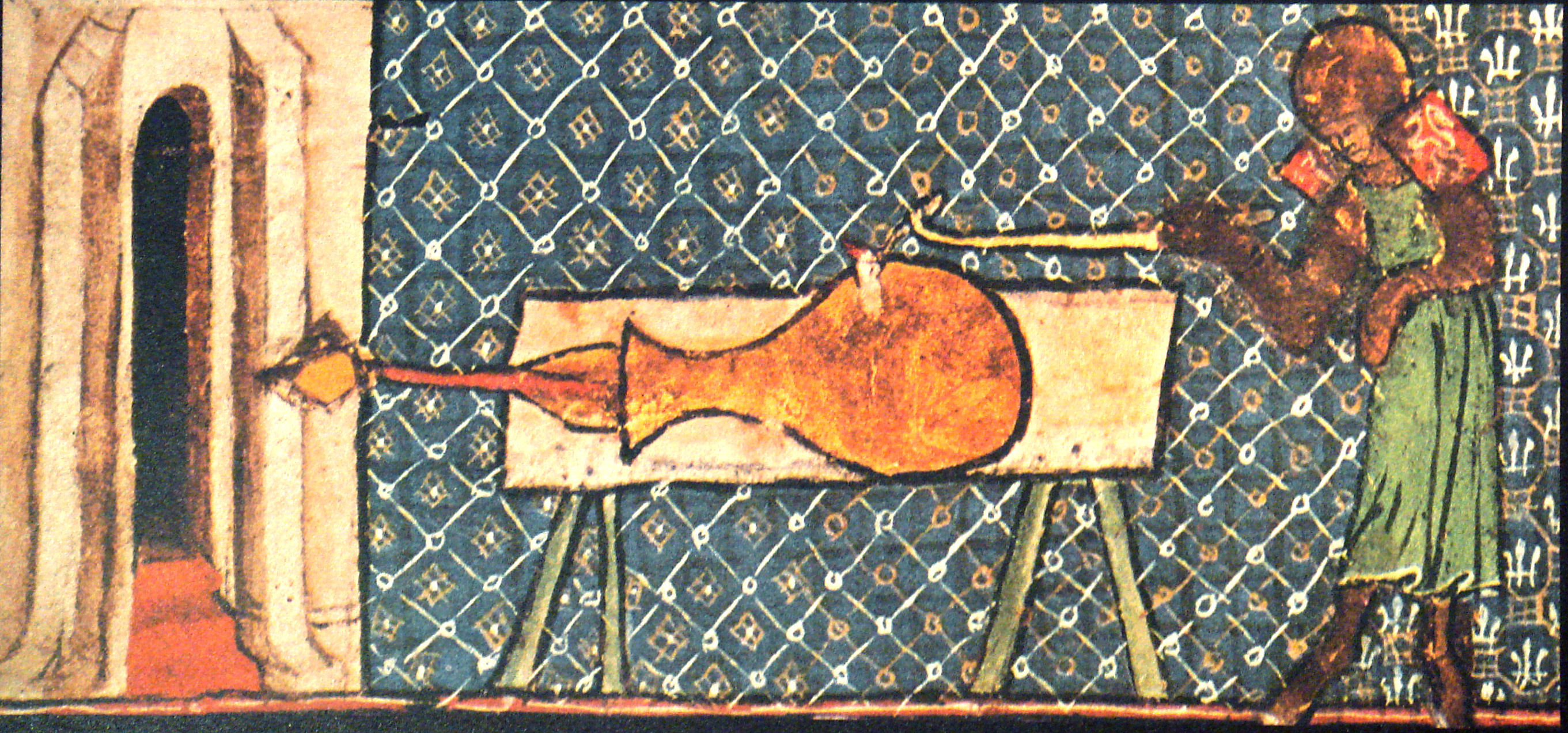
Representação europeia mais antiga de um canhão, "De Nobilitatibus Sapientii Et Prudentiis Regum", Walter de Milemete, 1326.

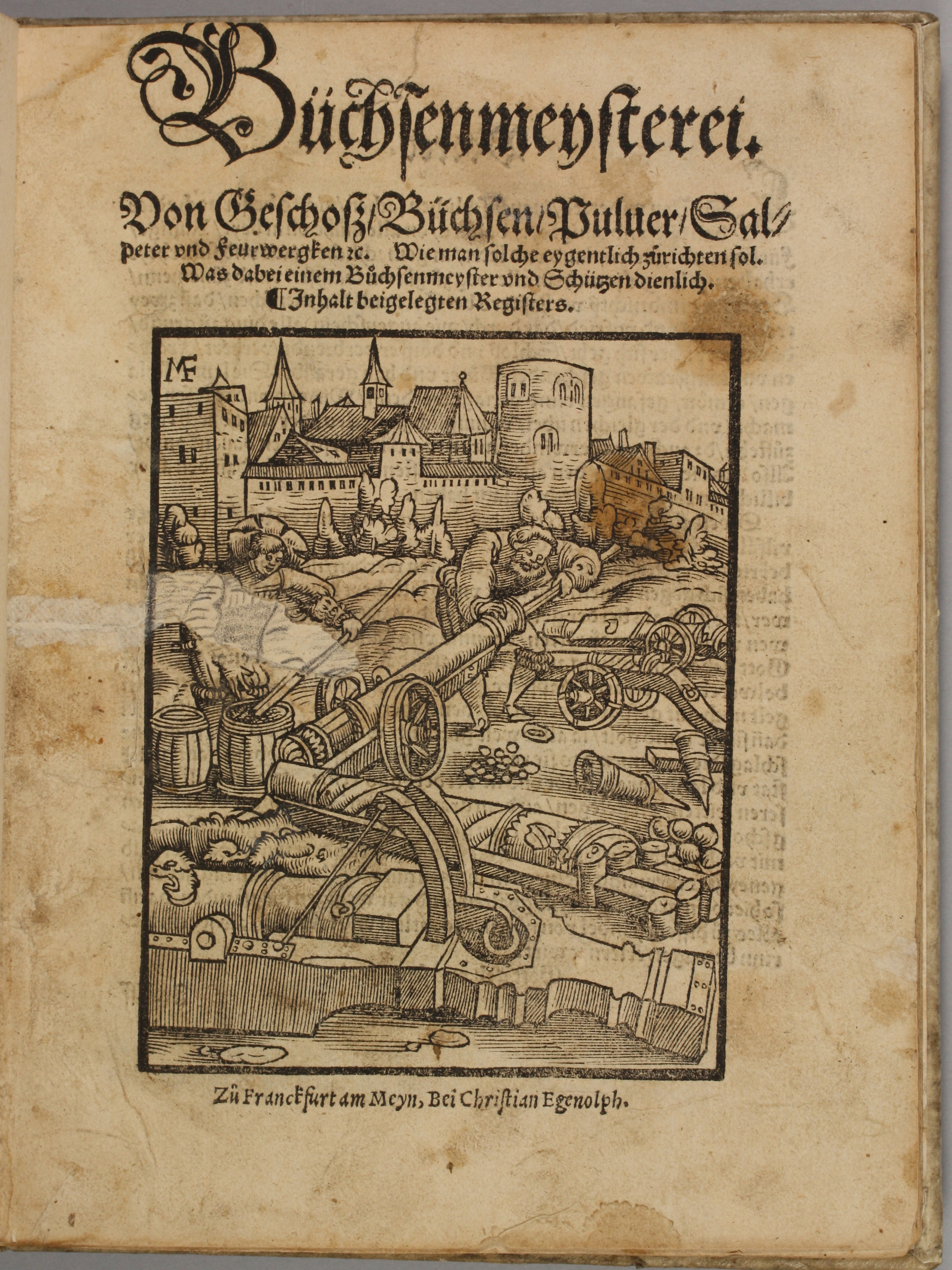
Büchsenmeysterei : von Geschoß, Büchsen, Pulver, Salpeter und Feurwergken, 1531.

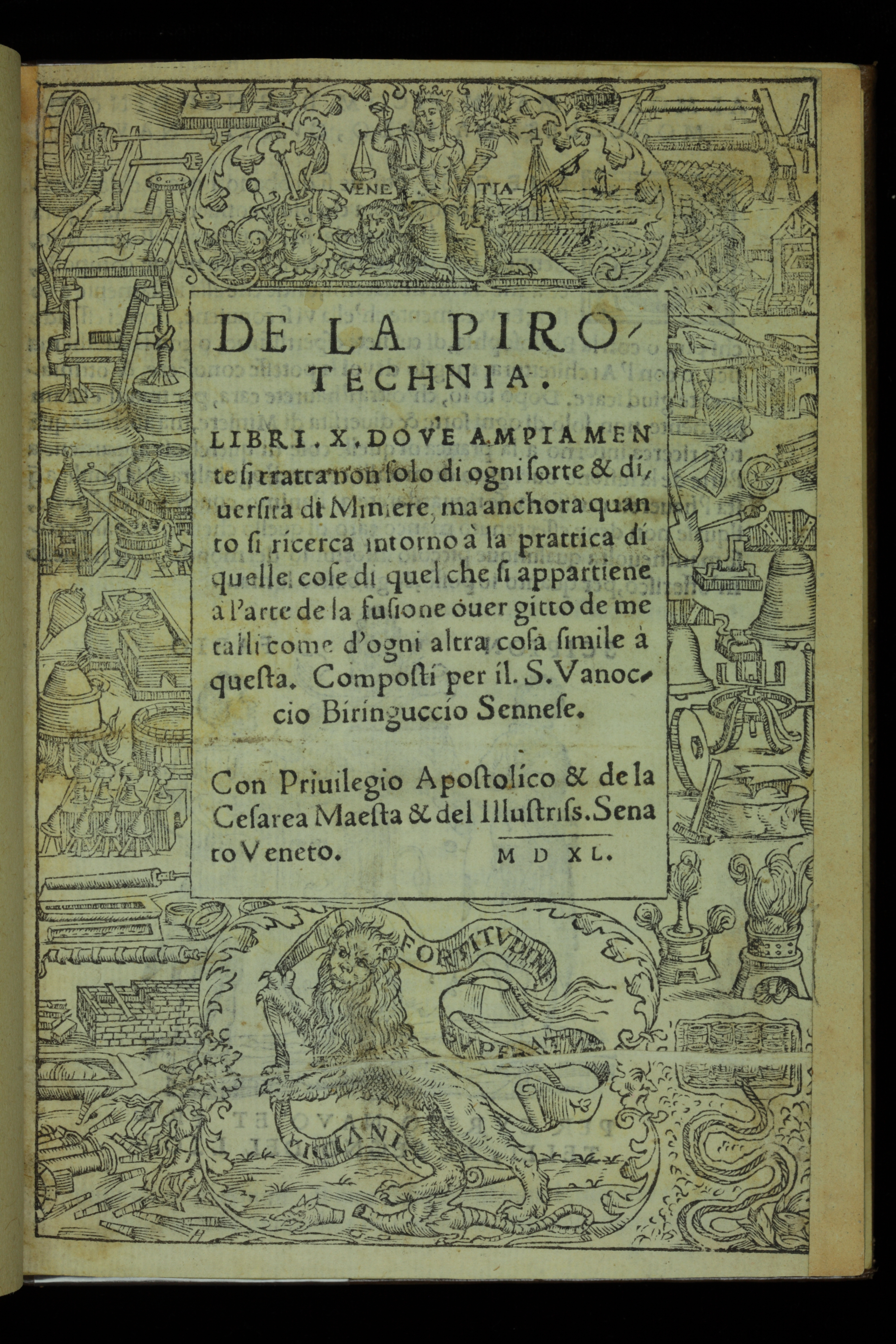
De la pirotechnia, 1540.

Os primeiros relatos ocidentais de pólvora aparecem em textos escritos pelo filósofo inglês Roger Bacon no século XIII. Várias fontes mencionam armas chinesas e armas de pólvora, sendo usadas pelos mongóis contra as forças europeias na Batalha de Mohi em 1241.
O professor Kenneth Warren Chase credita aos mongóis a introdução na Europa de pólvora e seus armamentos associados. No entanto, não há uma rota clara de transmissão, e embora os mongóis sejam frequentemente apontados como o vetor mais provável, Timothy May destaca que "não há evidências concretas de que os mongóis usassem armas de pólvora regularmente fora da China". No entanto, Timothy May também aponta: "No entanto ... os mongóis usaram armas de pólvora em suas guerras contra os Jin, os Sung e em suas invasões ao Japão".
Na Europa, uma das primeiras menções ao uso da pólvora aparece em uma passagem encontrada no Opus Maius de 1267, de Roger Bacon, e no Opus Tertium, no que foi interpretado como fogo de artifício. A passagem mais reveladora diz: "Temos um exemplo dessas coisas (que agem sobre os sentidos) [no som e no fogo] daquele brinquedo infantil que é feito em muitas partes [diversas] do mundo; ou seja, um dispositivo não maior que o polegar de alguém, feito daquele sal chamado salitre (junto com o enxofre e o carvão de salgueiro, combinados em pó), um som tão horrível é emitido pela explosão de algo tão pequeno, que não passa de um pedaço de pergaminho contendo o pó, que encontramos [o ouvido agredido por um ruído] excedendo o rugido de trovões fortes e um clarão mais brilhante que o relâmpago mais brilhante". No início do século XX, o oficial de artilharia britânico Henry William Lovett Hime propôs que outro trabalho provisoriamente atribuído a Bacon, a "Epistola de Secretis Operibus Artis et Naturae e Nullitate Magiae", continha uma fórmula criptografada para a pólvora. Essa alegação foi contestada por historiadores da ciência, incluindo Lynn Thorndike, John Maxson Stillman e George Sarton e pelo editor de Bacon, Robert Steele, ambos em termos de autenticidade da obra e em relação ao método de descriptografia. De qualquer forma, a fórmula que afirma ter sido decifrada (7:5:5 de salitre:carvão:enxofre) não é útil para o uso em armas de fogo ou mesmo para bombinhas, queimando lentamente e produzindo principalmente fumaça. No entanto, se a receita de Bacon for tomada como medida em volume e não em peso, é criado um pó explosivo muito mais potente e útil para disparar canhões de mão, embora menos consistente devido às imprecisões inerentes às medidas em volume. Um exemplo dessa composição resultou em 100 partes de salitre, 27 partes de carvão e 45 partes de enxofre, em peso.
O Liber Ignium, ou "Livro dos Fogos", atribuído a Marcus Graecus, é uma coleção de receitas incendiárias, incluindo algumas de pólvora. Partington data as receitas da pólvora para aproximadamente 1300. Uma receita para "fogo voador" (ignis volatilis) envolve salitre, enxofre e colofônio, que, quando inseridos em uma palheta ou madeira oca, "voam repentinamente e queimam tudo". Outra receita, para "trovões" artificiais, especifica uma mistura de uma libra de enxofre nativo, duas libras de tília ou carvão de salgueiro e seis libras de salitre. Outro especifica uma proporção de 1:3:9.
Algumas das receitas de pólvora de De Mirabilibus Mundi, de Albertus Magnus, são idênticas às receitas do Liber Ignium e, de acordo com Partington, "podem ter sido retiradas desse trabalho, e não o contrário". Partington sugere que algumas partes do livro pode ter sido compilado pelos estudantes de Albert, "mas, como é encontrado nos manuscritos do século XIII, podem também ser originais de Albert". Albertus Magnus morreu em 1280.
Um grande avanço na fabricação começou na Europa no final do século XIV, quando a segurança e a homogeneidade da mistura foram aprimoradas pela moagem a úmido; líquidos como o "distilled spirits", eram adicionados durante a moagem dos ingredientes e a pasta resultante era seca posteriormente. O princípio da mistura úmida para impedir a separação de ingredientes secos, inventado para a pólvora, é usado hoje em dia na indústria farmacêutica.
Também foi descoberto que, se a pasta fosse enrolada em bolotas antes da secagem, a pólvora resultante absorvia menos água do ar durante o armazenamento e viajava melhor. As bolotas eram então esmagadas em uma argamassa pelo artilheiro imediatamente antes do uso, com o antigo problema de tamanho desigual de partículas e empacotamento, causando resultados imprevisíveis. Se as partículas do tamanho certo fossem escolhidas, no entanto, o resultado seria uma grande melhoria no poder. Formar a pasta úmida em grupos do tamanho de grão de milho à mão ou com o uso de uma peneira em vez de bolas maiores produziu um produto após a secagem que funcionou muito melhor, pois cada "grão" forneceu seu próprio espaço aéreo ao redor que permitiu uma combustão muito mais rápida do que um pó fino. Essa pólvora "em lata" era de 30% a 300% mais poderosa. Um exemplo é citado onde 34 libras de "serpentine" eram necessárias para disparar uma bala de 47 libras, mas apenas 18 libras de pólvora em grãos. O tamanho ideal do grão dependia de seu uso; maior para canhões grandes, mais fino para armas pequenas. Canhões fundidos maiores eram facilmente carregados pelo cano com pólvora em grãos usando uma concha de cabo longo. O pó em grãos também tinha a vantagem da baixa absorção de umidade, pois mesmo os grãos minúsculos ainda tinham muito menos área de superfície para atrair água do que um pó tipo "farinha". Durante esse período, os fabricantes europeus também começaram a purificar regularmente o salitre, usando cinzas de madeira contendo carbonato de potássio para precipitar o cálcio do licor de esterco e usando sangue de boi, alume e fatias de nabo para purificar a solução.
Durante o Renascimento, duas escolas europeias de pensamento pirotécnico surgiram, uma na Itália e outra em Nuremberg, na Alemanha. A gráfica e editora alemã Christiaan Egenolff adaptou um trabalho anterior sobre pirotecnia do manuscrito para imprimir, publicando seu Büchsenmeysterei em 1529 e reimprimindo-o em 1531. Agora extremamente raro, o livro discute a fabricação de pólvora, a operação de artilharia e as regras de conduta para o armeiro.
Na Itália, Vannoccio Biringuccio, nascido em 1480, era membro da associação "Fraternita di Santa Barbara", mas rompeu com a tradição do sigilo colocando tudo o que sabia em um livro intitulado "De la pirotechnia", escrito em vernáculo. Foi publicado postumamente em 1540, com 9 edições ao longo de 138 anos, e também reimpresso pela MIT Press em 1966.
Em meados do século XVII, os fogos de artifício eram usados para entretenimento em uma escala sem precedentes na Europa, sendo popular mesmo em resorts e jardins públicos. Com a publicação de "Deutliche Anweisung zur Feuerwerkerey" (1748), os métodos para criar fogos de artifício eram suficientemente conhecidos e bem descritos que "A fabricação de fogos de artifício se tornou uma ciência exata". Em 1774, Luís XVI ascendeu ao trono da França aos 20 anos. Depois que ele descobriu que a França não era auto-suficiente em pólvora, foi estabelecida uma administração da pólvora; Para encabeça-la, o advogado Antoine Lavoisier foi nomeado. Embora de uma família burguesa, após seu diploma em direito, Lavoisier tornou-se rico de uma empresa criada para cobrar impostos pela Coroa; isso lhe permitiu buscar ciências naturais experimentais como hobby.
Sem acesso ao salitre barato (controlado pelos britânicos), por centenas de anos a França contava com "salitreiros" com mandados reais, o "droit de fouille" ou "direito de cavar", para aproveitar o solo contendo nitrosos e demolir paredes de currais, sem compensação para os proprietários. Isso fez com que os fazendeiros, os ricos, e aldeias inteiras subornassem os "salitreiros" e a burocracia associada para deixarem seus edifícios em paz e o salitre não fosse recolhido. Lavoisier instituiu um programa de colisão para aumentar a produção de salitre, revisou (e depois eliminou) o "droit de fouille", pesquisou os melhores métodos de refino e fabricação de pólvora, instituiu gerenciamento e manutenção de registros e estabeleceu preços que incentivavam o investimento privado no trabalho. Embora o salitre resultante do processo de putrefação no estilo prussiano ainda não tivesse sido produzido (o processo leva cerca de 18 meses), em apenas um ano a França tinha pólvora para exportar. Um dos principais beneficiários desse excedente foi a Revolução Americana. Testando com cuidado e ajustando as proporções e o tempo de moagem, as pólvoras de moinhos como o de Essonne, nos arredores de Paris, tornaram-se as melhores e mais baratas do mundo em 1788.
No Império Espanhol, a coroa detinha o monopólio da pólvora e os termos foram estabelecidos durante as reformas borbônicas do século XVIII.

### Grã-Bretanha e Irlanda

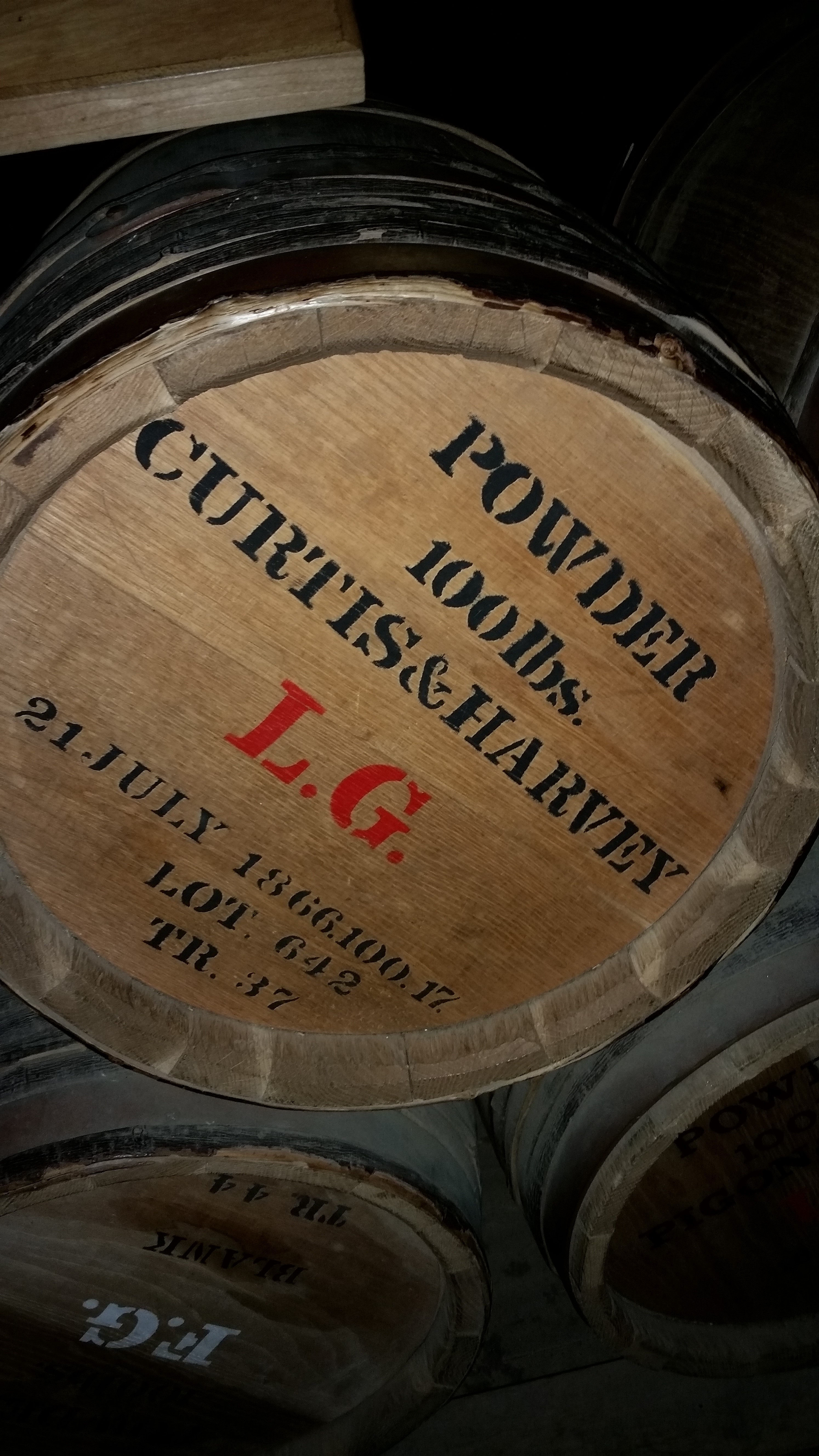
Um barril de pólvora da Curtis & Harvey de 1866 no Fort George.

A produção de pólvora na Grã-Bretanha parece ter começado em meados do século XIV, com o objetivo de fornecer à Coroa Inglesa. Os registros mostram que, na Inglaterra, a pólvora estava sendo feita em 1346 na Torre de Londres; uma casa de pólvora existia na torre em 1461; e em 1515, três "fabricantes de pólvora do Rei" trabalhavam lá. A pólvora também estava sendo fabricada ou armazenada em outros castelos da realeza, como Portchester. No início do século XIV, de acordo com o estudo de  N.J.G. Pound intitulado "The Medieval Castle in England and Wales", muitos castelos ingleses haviam sido abandonados e outros estavam desmoronando. Sua importância militar desapareceu, exceto nas fronteiras. A pólvora tornara inúteis os castelos menores.
Henrique VIII de Inglaterra estava com pouca pólvora quando invadiu a França em 1544 e a Inglaterra precisava importar pólvora' através do porto de Antuérpia, no que é hoje em dia a Bélgica.
A Guerra Civil Inglesa (1642-1645) levou a uma expansão da indústria da pólvora, com a revogação da "Patente Real" em agosto de 1641.
Um dos usos mais notáveis da pólvora' na Grã-Bretanha foi a Conspiração da Pólvora de 1605: uma tentativa fracassada de assassinato contra o Rei Jaime VI da Escócia e I de Inglaterra. A trama foi frustrada quando Guy Fawkes foi encontrado sob a Câmara dos Lordes com barris de pólvora escondidos. Todos os agressores que tiveram um papel na trama escaparam, mas acabaram sendo capturados. Mais tarde, o rei James decretou que 5 de novembro se tornasse um dia de celebração, uma tradição que continua hoje conhecida como "Bonfire Night" ("Noite da Fogueira").
Dois físicos britânicos, Andrew Noble e Frederick Abel, trabalharam para melhorar as propriedades da pólvora negra (composto por enxofre, salitre e, carvão) durante o final do século XIX. Isso formou a base da equação de gás de Noble-Abel para balística interna.
A introdução da pólvora sem fumaça no final do século XIX levou a uma contração da indústria da pólvora. Após o fim da Primeira Guerra Mundial, a maioria dos fabricantes de pólvora do Reino Unido se fundiu em uma única empresa, "Explosives Trades limited"; e vários locais foram fechados, incluindo os da Irlanda. Esta empresa tornou-se a "Nobel Industries Limited"; e em 1926 tornou-se membro fundador da "Imperial Chemical Industries". O Ministério do Interior removeu a pólvora da sua lista de explosivos permitidos; e pouco depois, em 31 de dezembro de 1931, a antiga fábrica de pólvora em Curtis & Harvey em Pontneddfechan, no País de Gales, fechou e foi destruída por um incêndio em 1932.
O último moinho de pólvora remanescente, a "Royal Gunpowder Mills" em Waltham Abbey, foi danificado por uma mina de pára-quedas alemã em 1941 e nunca foi reaberto. Isto foi seguido pelo fechamento da seção de pólvora na "Royal Ordnance Factory", a "ROF Chorley", a seção foi fechada e demolida no final da Segunda Guerra Mundial; e a fábrica de pólvora da ICI Nobel em Roslin, Midlothian, que foi fechada em 1954.
Isso deixou como a única fábrica de pólvora do Reino Unido a "ICI Nobel" em Ardeer, North Ayrshire, na Escócia; que também fechou em outubro de 1976. Desde então, a pólvora foi importada para o Reino Unido. No final da década de 1970 / início da década de 1980, a pólvora foi comprada do Leste Europeu, particularmente do que era a Alemanha Oriental e da antiga Iugoslávia.

### Índia

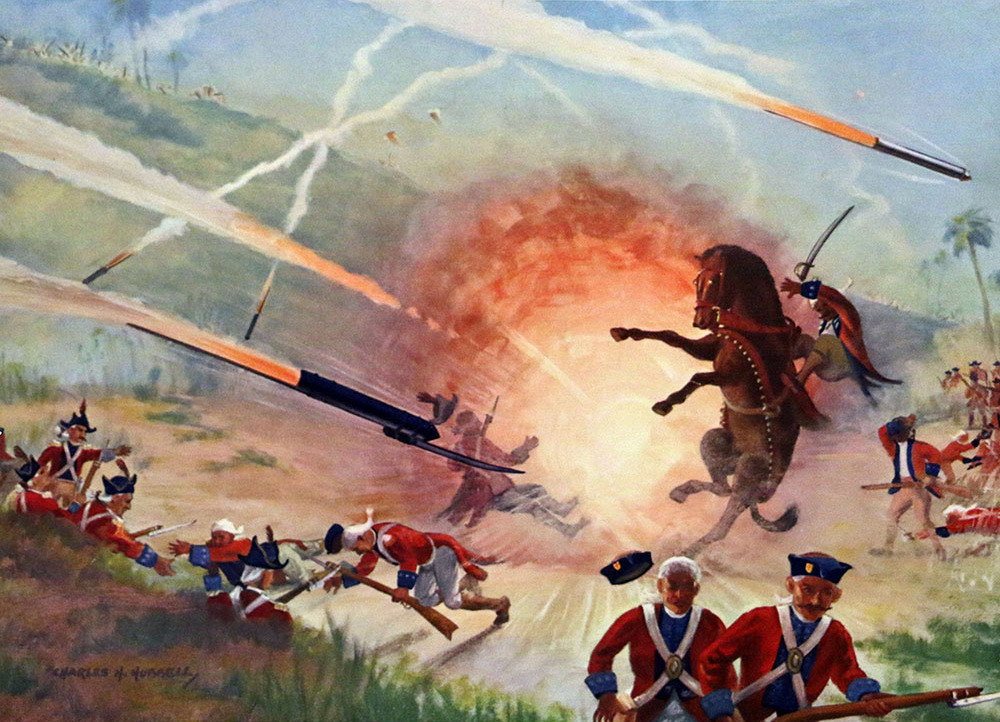
No ano de 1780, a Companhia Britânica das Índias Orientais começou a anexar os territórios do sultanato de Mysore, durante a Segunda Guerra Anglo-Mysore. O batalhão britânico foi derrotado durante a Batalha de Guntur, pelas forças de Hyder Ali, que efetivamente utilizaram foguetes de Mysore e armas de artilharia mongóis contra a concentração de forças britânicas.

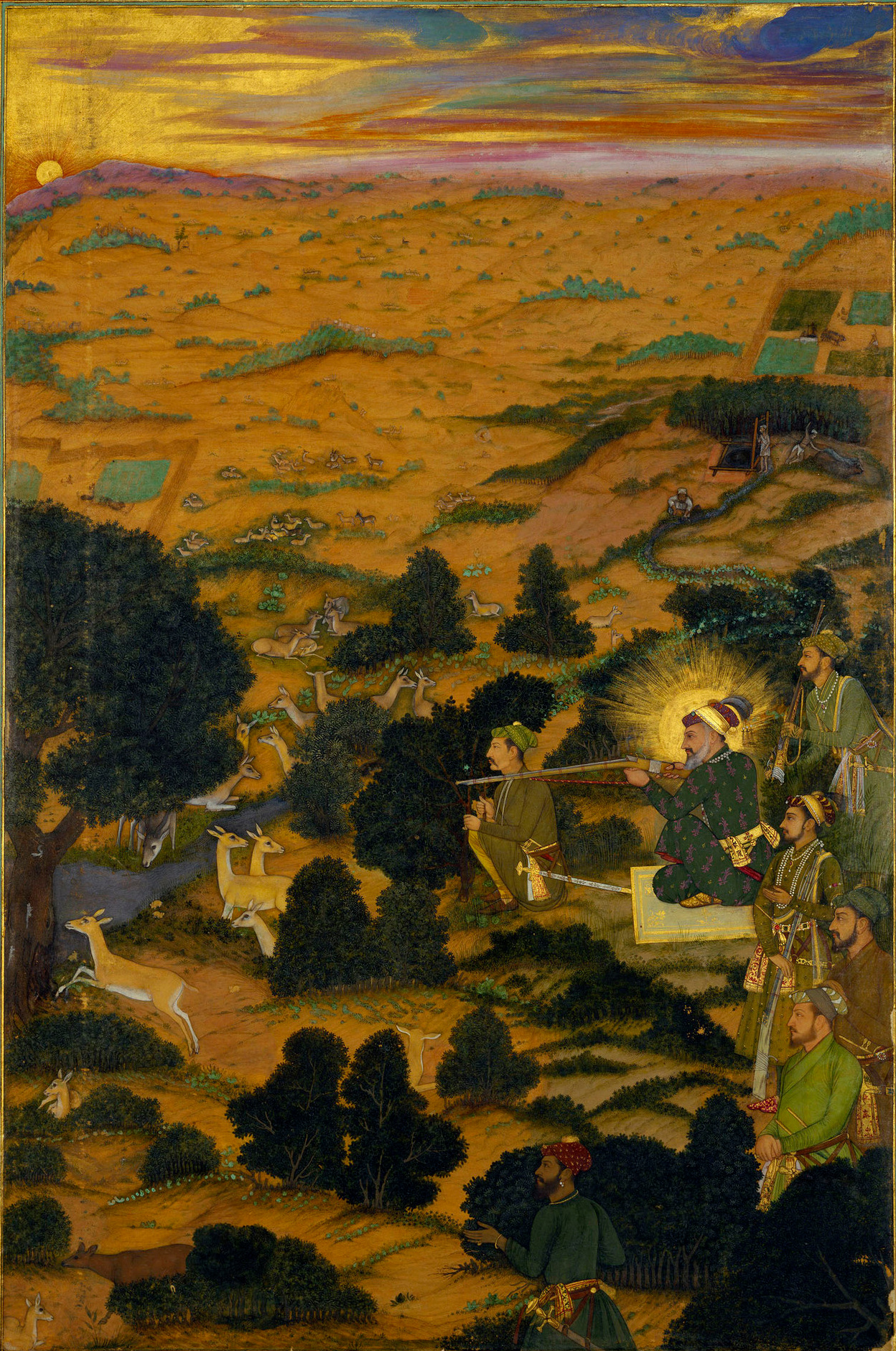
Imperador Mogol Shah Jahan, caçando veados usando uma arma de fecho de mecha.

O historiador grego Filóstrato cita uma carta escrita por Alexandre dizendo que a razão pela qual o exército grego se absteve de avançar de Hydaspis para Ganges foi por causa dos perigos terríveis que encontrou quando as pessoas de Oxydraces lançaram "raios flamejantes" do topo de seus fortes. Estudiosos como H. Wilkinson consideram isso a evidência mais antiga da pólvora no mundo. Há uma menção a um explosivo chamado "manosila" no Ramáiana, que também foi usado como um produto de beleza.
O "Artaxastra" lista receitas para o que chamou de "explosivos" ou "pó inflamável" ("agnisamyogas" ou "agniyoga") que, de acordo com JR Partington (A History of Greek Fire and Gunpowder), são muito semelhantes aos ingredientes mencionados nos textos chinêses, europeus e árabes. O "Artaxastra" também menciona um dispositivo chamado "ulka", que é descrito como uma "chuva de chamas" acompanhadas por barulho de trovão (ou barulho de tambor) do céu, usado para assustar inimigos. Partington acredita que essas receitas são para "incendiários", em vez de pólvora ou explosivos, uma vez que não incluem sal e enxofre, que ele considera ingredientes básicos para a pólvora. Estudiosos como A. Kalyanamaran contestam e citam outros acadêmicos como Carman (History of Firearms) afirmando que os nitratos foram obtidos usando o esterco fermentado de animais mencionado no "Artaxastra" enquanto o enxofre não era um ingrediente essencial para a pólvora e poderia ser eliminado para reduzir a fumaça. O autor cita o uso de pólvora sem enxofre pelo exército francês até o século XVIII e pólvoras sem enxofre em outros períodos em que o pó de queima lenta era desejado. O enxofre não é mencionado diretamente na fabricação de explosivos, mas era conhecido como "gandha" e o explosivo "manosila" (sulfeto de antimônio) era conhecida desde os Puranas. O "Artaxastra" menciona também o nitro chamado "yavakshatra" ("sal de cevada", indica a produção a partir de cinzas de cevada) e "sal extraído de solo fértil". O nitro foi listado como um mineral obtido em Sindh. Outros textos indianos que fornecem receitas de pólvora são o "Sukraniti" e o "Nitiprakasika", enquanto que a antiguidade do "Artaxastra" é precisamente estabelecida, os estudiosos não concordam com a datação do "Sukraniti" e, com base em suas receitas de pólvora, eles datam o texto até o século XVI e até o século XIX (d.C.). outros estudiosos colocam a antiguidade do texto no período védico até o século XI (d.C.). Os textos da era islâmica que também fazem referência à presença da pólvora na era anterior à invasão mongol, são os relatos de um historiador indo-persa, Tarikh-i Firishta (1606-1607) que afirma que canhões e mosquetes foram usados pelo exército de Mamude de Gásni (reinou entre 998-1010 d.C.) contra Anandapala de Kabul Shahi, o mesmo autor foi citado por estudiosos modernos, que referenciam seus relatos de reis dos sultanatos de Dehl a exibir fogos de artifício para o enviado mongol Helagu Khan em Dehli como evidência de que os mongóis introduziram a pólvora na Índia. Em um texto da Caxemira chamado Mujmalut Tawarikh, datado de 1126 d.C., que foi traduzido do árabe (que foi escrito um século antes no início do século XI), que era baseado em uma obra sânscrita original, na qual algum tipo de granada em forma de elefante de terracota com um pavio é mencionada. Ela foi colocada em uma carroça do exército e quando o exército invasor se aproximou, ela explodiu e as chamas destruíram grande parte desse exército.
O atual consenso acadêmico geral é que o poder das armas chegou à Índia após a invasão dos mongóis ou no final do século XV. A pólvora e as armas de pólvora, de acordo com alguns estudos, foram transmitidas à Índia durante as Invasões mongóis à Índia. Os mongóis foram derrotados por Alauddin Khalji, do sultanato de Déli, e alguns soldados mongóis permaneceram no Norte da Índia após sua conversão ao Islã. Foi escrito no Tarikh-i Firishta (1606-1607) que Nasiruddin Mahmud, o governante do sultanato de Déli, apresentou ao enviado do governante mongol Hulegu Khan uma deslumbrante exibição pirotécnica ao chegar a Delhi em 1258. Nasiruddin Mahmud tentou expressar sua força como governante e tentou afastar qualquer tentativa mongol semelhante ao "Cerco de Bagdá (1258)". As armas de fogo conhecidas como "top-o-tufak" também existiam em muitos reinos muçulmanos na Índia em 1366. A partir de então, prevaleceu o emprego de pólvora nas guerras na Índia, com eventos como o "Cerco a Belgaum" em 1473 pelo Sultão Muhammad Shah Bahmani.
Sabe-se que o almirante otomano (naufragado) Seydi Ali Reis introduziu as primeiras armas de fecho de mecha, que os otomanos usaram contra os portugueses durante o Cerco de Diu (1531). Depois disso, uma variedade diversificada de armas de fogo, especialmente as de grande porte, tornaram-se visíveis em Thanjavur, Daca, Bijapur e Murshidabad. Armas de bronze foram recuperadas de Calicut (1504), a antiga capital dos Samorim.
O imperador mogol Aquebar produziu armas de fecho de mecha em massa para o exército mogol. Aquebar é conhecido por ter atirado em um dos principais comandantes Rajapute durante o Cerco de Chittorgarh (1567–1568). Os Mogols começaram a usar foguetes de bambu (principalmente para sinalização) e empregaram sapadores: unidades especiais que escavavam as fortificações de pedra para plantar cargas de pólvora.
Sabe-se que o Imperador Mogol, Shah Jahan, introduziu armas de fecho de mecha muito mais avançadas; seus designs eram uma combinação dos designs otomano e mogol. Shah Jahan também rebateu os britânicos e outros europeus em sua província de Guzerate, que forneceu salitre europeu para uso na pólvora em suas guerras durante o século XVII. Bengala e Malwa participaram da produção de salitre. Os holandeses, franceses, portugueses e ingleses usavam Chapra como um centro de refino de salitre.
Desde a posse de Hyder Ali, no Sultanato de Mysore, oficiais militares franceses foram empregados para treinar o Exército de Mysore. Hyder Ali e seu filho Tipu Sultan foram os primeiros a introduzir canhões e mosquetes modernos; seu exército também foi o primeiro na Índia a ter uniformes oficiais. Durante a Segunda Guerra Anglo-Mysore, Hyder Ali e seu filho Tipu Sultan dispararam os "foguetes mysoreanos" contra seus oponentes britânicos, derrotando-os efetivamente em várias ocasiões. Os "foguetes mysoreanos" inspiraram o desenvolvimento do foguete Congreve, que os britânicos utilizaram amplamente durante as guerras napoleônicas e na Guerra Anglo-Americana de 1812.

### Indonésia

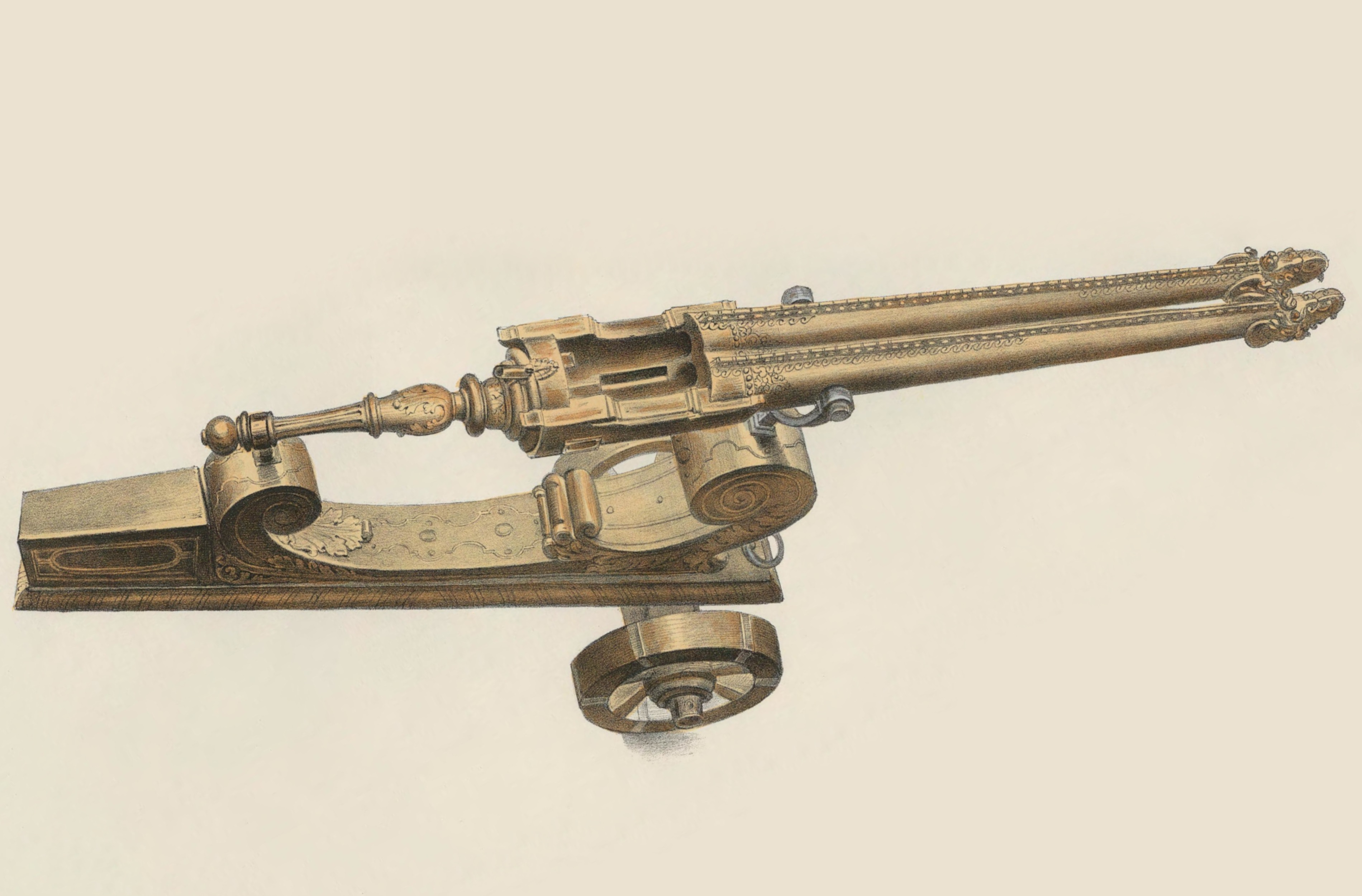
Um canhão "cetbang" de cano duplo em uma carruagem, com suporte giratório, ca. 1522. A "boca" do canhão tem a forma semelhante à divindade "Naga" (cobra-real).

O Império Majapahit javanês foi capaz de abranger grande parte da Indonésia moderna devido ao seu domínio exclusivo da fundição de bronze e ao uso de um arsenal central alimentado por um grande número de indústrias caseiras na região próxima. Evidências documentais e arqueológicas indicam que os comerciantes árabes introduziram pólvora, gonnes, mosquetes, canhões aos javaneses, achineses e bataks por meio de rotas comerciais estabelecidas há muito tempo, entre o início e o meio do século XIV. O ressurgente Império Singhasari substituiu o Império Serivijaia e mais tarde emergiu como o Império Majapahit, cujos tearos de guerra incluíam o uso de armas de fogo e canhões. Os canhões foram introduzidos em Majapahit quando o exército chinês de Kublai Khan, sob a liderança de Ike Mese, tentou invadir Java em 1293. O "Yuanshi" mencionou que os mongóis usavam canhões ("Pao" em chinês) contra as forças de Daha. As armas giratórias de bronze javanesas carregadas pela culatra, conhecidas como "cetbang", ou erroneamente como "lantaka", foram amplamente utilizadas pela marinha de Majapahit, bem como por piratas e lordes rivais. Após o declínio do Majapahit, particularmente após a Guerra de Paregreg (1404-1406), o consequente declínio na demanda por armas de pólvora fez com que muitos fabricantes de armas e ferreiros de bronze se mudassem para Brunei, Sumatra, Malásia e Filipinas levando ao uso generalizado, especialmente no estreito de Macáçar. Isso levou ao uso quase universal da pistola giratória e dos canhões no arquipélago de Nusantara.
Embora o conhecimento sobre a fabricação de armas à base de pólvora seja conhecido após a mal sucedida invasão mongol à Java, e o antecessor de armas de fogo, o "canhão de mão" (bedil tombak), foi registrada como sendo usada em Java em 1413, o conhecimento para fazer "verdadeiras" armas de fogo veio muito mais tarde, depois de meados do século XV. Foi trazido pelas nações islâmicas do Sudoeste Asiático, provavelmente pelos árabes. O ano exato da introdução é desconhecido, mas pode-se concluir com segurança que não foi antes de 1460. Antes da chegada dos portugueses ao sudeste da Ásia, os nativos já possuíam armas de fogo primitivas, o arcabuz de Java. A influência portuguesa no armamento local, particularmente após a Conquista de Malaca (1511), resultou em um novo tipo de arma híbrida de fecho de mecha, a istinggar.
Os invasores portugueses e espanhóis foram desagradavelmente surpreendidos e até suplantados na ocasião. Por volta de 1540, o javanês, sempre alerta para novas armas, encontrou o recém-chegado armamento português superior ao das variantes fabricadas localmente. Os canhões de cetbang da era Majapahit foram melhorados e utilizados no período do sultanato de Demak durante a invasão de Demak à Malaca portuguesa. Durante esse período, o ferro para fabricação de canhões javaneses foi importado de Khorasan, no Norte da Pérsia. O material era conhecido pelos javaneses como "wesi kurasani" (ferro Khorasan). Quando os portugueses chegaram ao arquipélago, eles se referiram a ele como "Berço", que também era usado para se referir a qualquer pistola giratória de carregamento pela culatra, enquanto os espanhóis o chamavam de "Verso". No início do século XVI, os javaneses já produziam armas de grande porte localmente, algumas delas ainda sobreviveram até os dias atuais e apelidadas de "canhão sagrado" ou "santo canhão". Esses canhões medindo de 3 a 6 metros de comprimento e pesando entre 3 e 8 toneladas, disparavam balas entre 180 e 260 libras.
A extração de salitre foi registrada pelos viajantes holandeses e alemães como sendo comum até nas menores aldeias e foi coletada do processo de decomposição de grandes colinas de esterco empilhadas especificamente para esse fim. A punição holandesa pela posse de pólvora não permitida parece ter sido amputação. A propriedade e a fabricação de pólvora foram posteriormente proibidas pelos colonizadores holandeses que ocuparam a região. De acordo com o coronel McKenzie, citado em The History of Java (1817), de Sir Thomas Stamford Raffles, o enxofre mais puro era fornecido de uma cratera de uma montanha perto do estreito de Bali.

### Historiografia

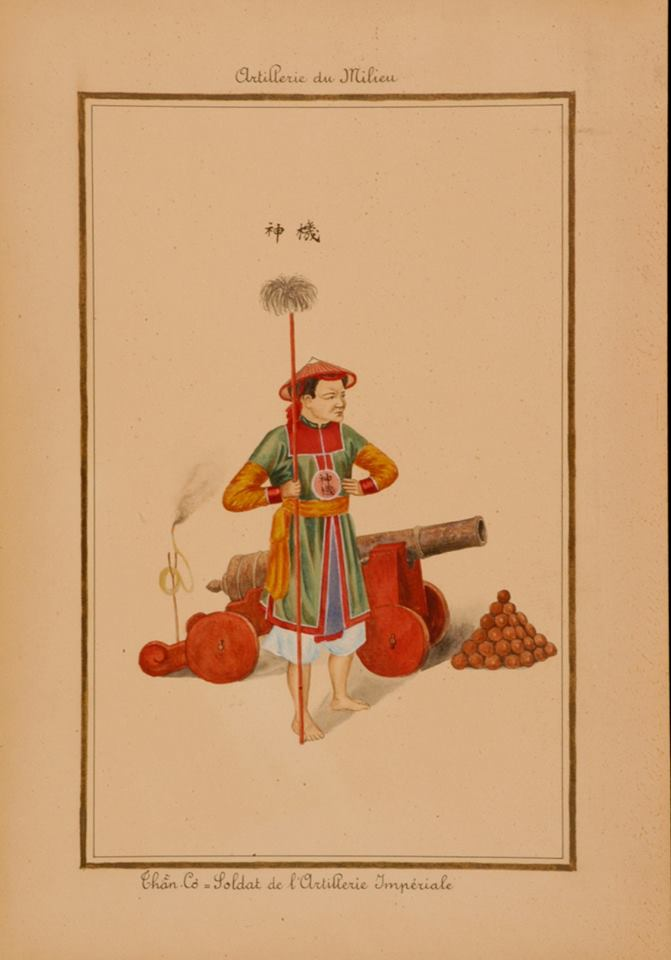
Um artilheiro da Dinastia Nguyễn, Vietnã.

Sobre as origens da tecnologia da pólvora, o historiador Tonio Andrade comentou: "Os estudiosos hoje concordam de maneira esmagadora que a arma foi inventada na China". A maioria dos historiadores credita que a pólvora e a armas associadas a ela se originaram na China porque existe um grande número de evidências que documentam a evolução da arma da lança de fogo chinesa para uma arma de metal e a evolução da pólvora de um remédio para um incendiário e um explosivo, enquanto registros semelhantes não existem na Europa. Como explica Andrade, a grande quantidade de variações nas receitas de pólvora na China em relação à Europa é "evidência de experimentações na China, onde a pólvora foi usada inicialmente como incendiária e só mais tarde se tornou um explosivo e um propulsor ... em contraste, fórmulas na Europa divergiam apenas levemente das proporções ideais para uso como explosivo e propulsor, sugerindo que a pólvora foi introduzida como uma tecnologia já amadurecida".
No entanto, a história da pólvora não é isenta de controvérsias. Um grande problema para o estudo da história da pólvora é o acesso imediato a fontes próximas aos eventos descritos. Muitas vezes, os primeiros registros que descrevem potencialmente o uso da pólvora na guerra foram escritos vários séculos após o fato, e podem ter sido influenciados pelas experiências contemporâneas do cronista. Dificuldades de tradução levaram a erros ou interpretações incorretas que podem beirar a "licença poética". Linguagem ambígua pode dificultar a distinção entre armas de pólvora e tecnologias semelhantes que não dependem da pólvora. Um exemplo comumente citado é um relatório da Batalha de Mohi, na Europa Oriental, que menciona uma "lança longa" que envia "vapores e fumaça com mau cheiro", que tem sido interpretada por diferentes historiadores como o "primeiro ataque de gás em solo europeu" usando pólvora; ou o "primeiro uso de canhão na Europa"; ou apenas um "gás tóxico" sem evidência de uso de pólvora. É difícil traduzir com precisão os textos alquímicos chineses originais, que tendem a explicar os fenômenos através da metáfora, em linguagem científica moderna, com terminologia rigidamente definida em inglês. Os primeiros textos que mencionam a pólvora às vezes são marcados por um processo linguístico no qual a mudança semântica ocorreu. Por exemplo, a palavra árabe "naft" passou a ser "nafta" para denotar pólvora, e a palavra chinesa "pào" mudou de significado de catapulta para canhão. Isso levou a argumentos sobre as origens exatas da pólvora com base em fundamentos etimológicos. O historiador da ciência e tecnologia Bert S. Hall faz a observação de que, "Desculpem dizer, mas historiadores dedicados a argumentos específicos, ou simplesmente com eixos próprios de raciocínio, podem encontrar material rico nesse baralho terminológico".
Outra área importante de discórdia nos estudos modernos da história da pólvora é a transmissão da pólvora. Enquanto as evidências literárias e arqueológicas apoiam uma origem chinesa da pólvora e armas relacionadas, ainda está em debate a maneira pela qual a tecnologia da pólvora foi transferida da China para o Ocidente. Não se sabe por que a rápida disseminação da tecnologia da pólvora na Eurásia ocorreu ao longo de várias décadas, enquanto outras tecnologias, como papel, bússola e impressão, não chegaram à Europa até séculos depois de terem sido inventadas na China.

## Tecnologia de manufatura

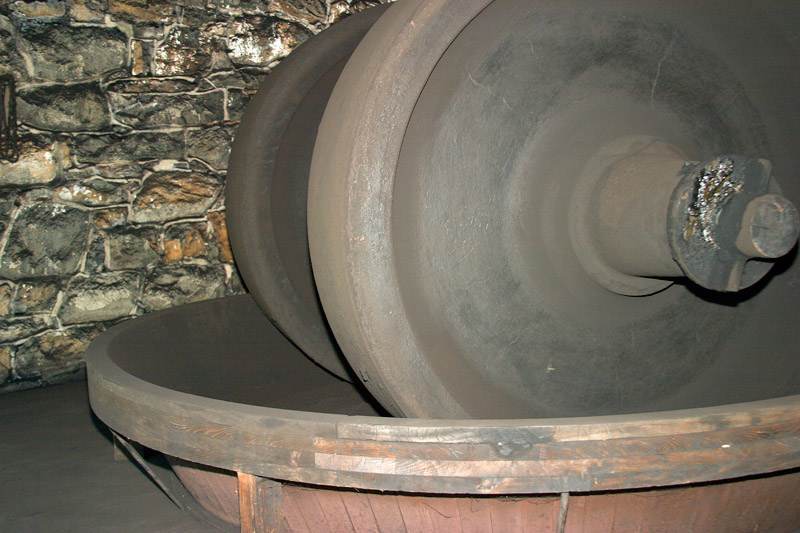
Um close a roda de moagem de um moinho restaurado, no Hagley Museum.

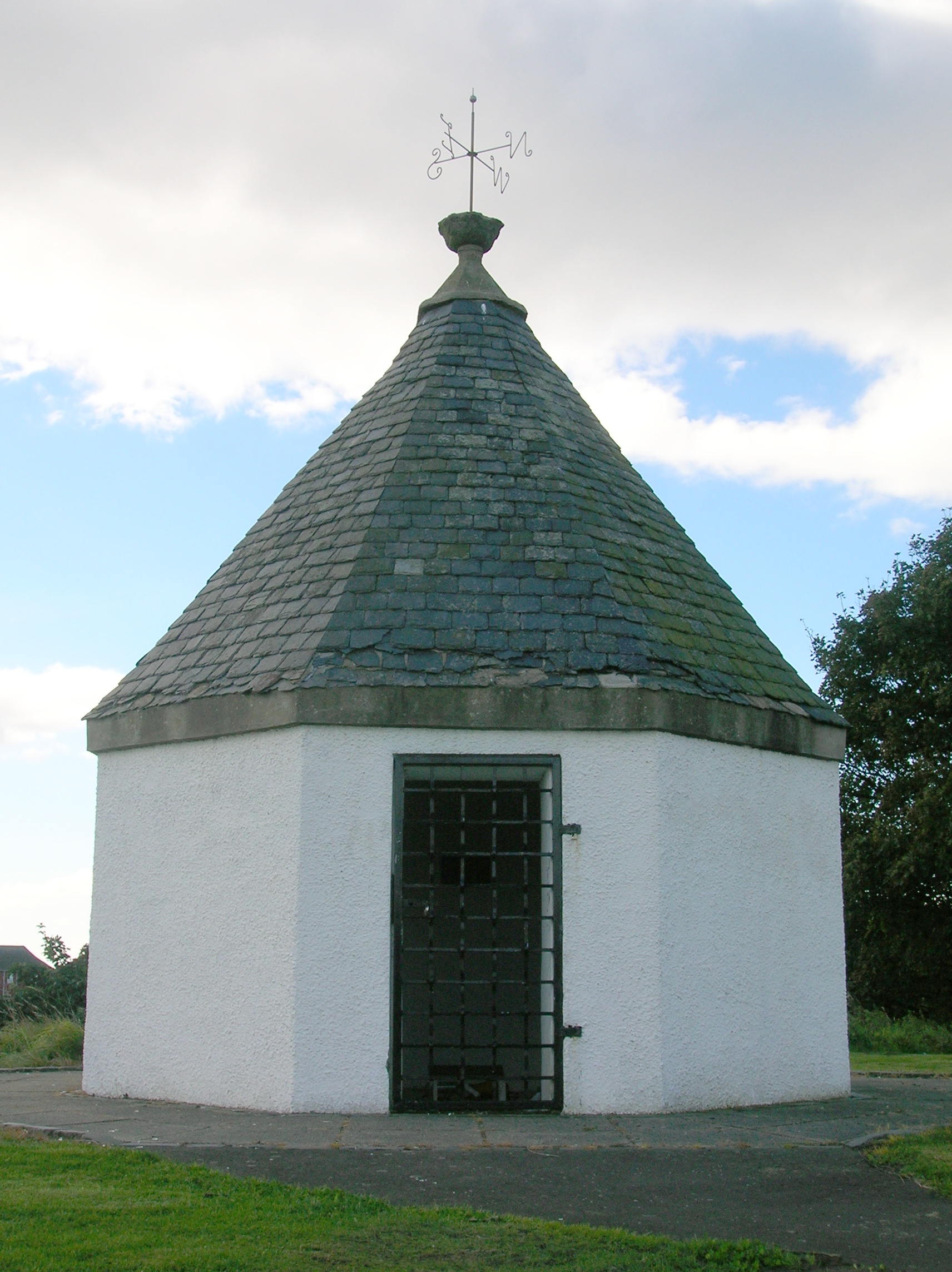
Um antigo "paiol de pólvora" de 1642, construída por ordem de Charles I. Em Irvine, North Ayrshire, Escócia.

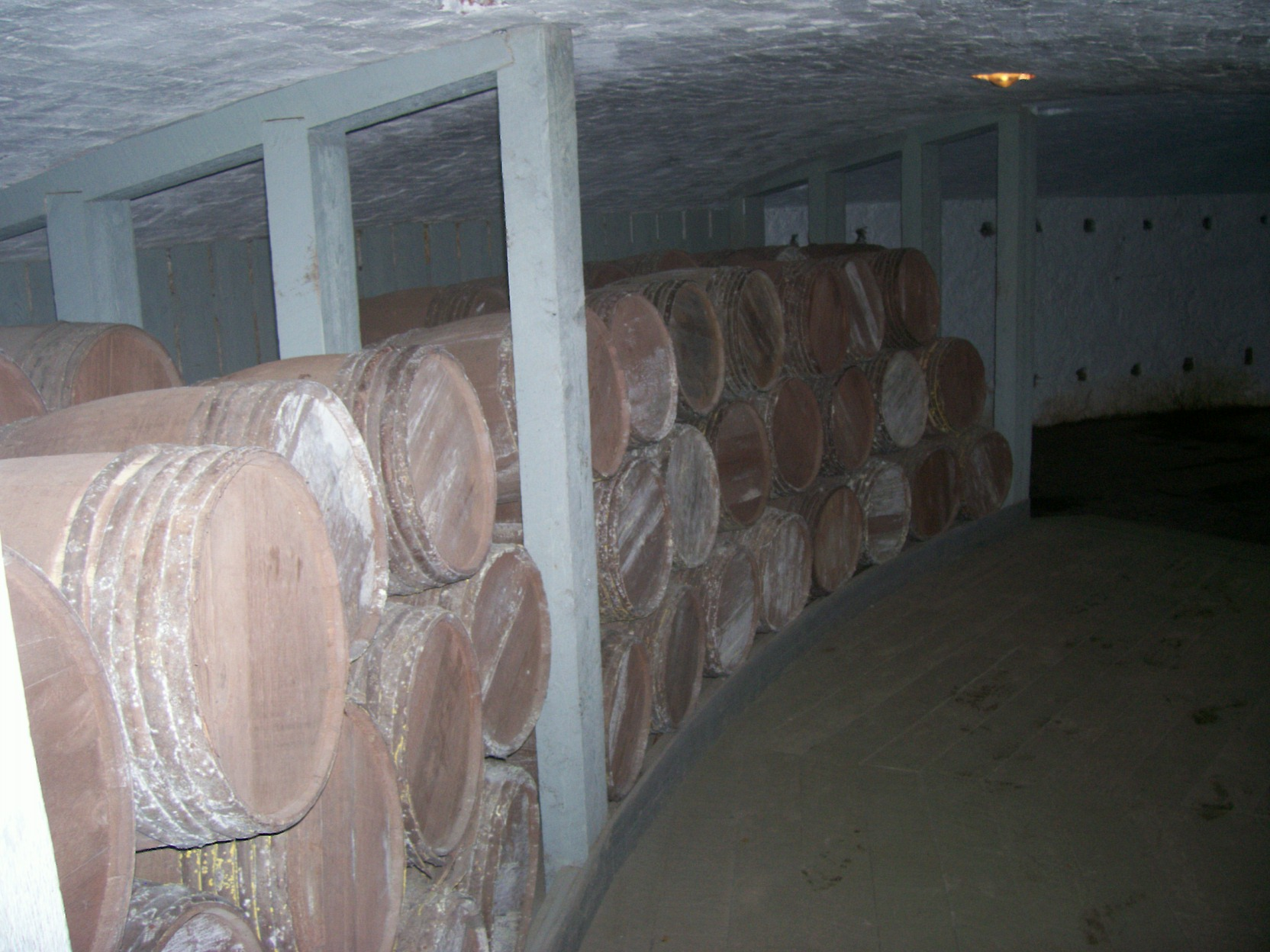
Barris de armazenamento de pólvora em uma "Martello tower" em Point Pleasant Park.

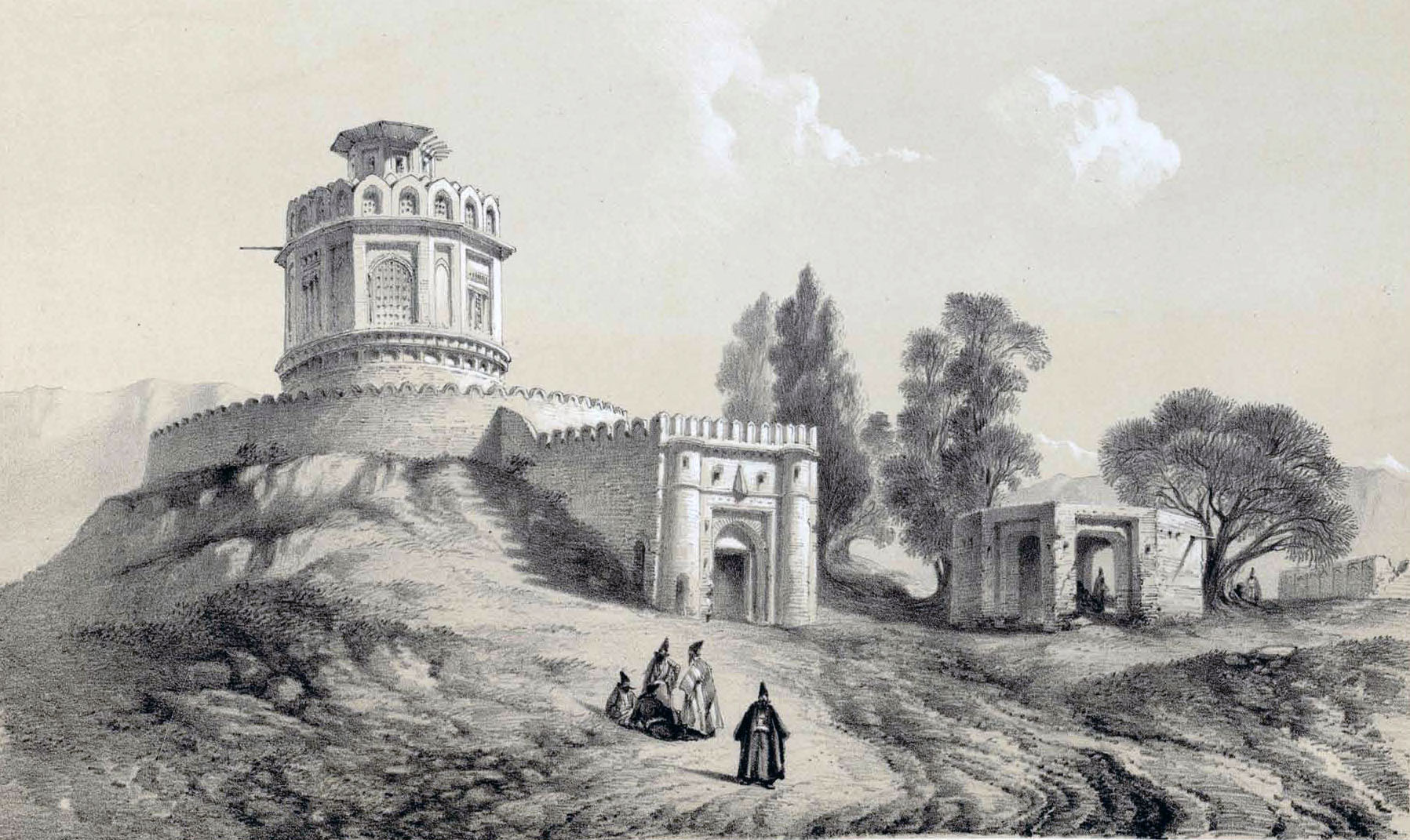
Um desenho de 1840 de um "paiol de pólvora" perto de Teerã, Pérsia. A pólvora foi usada extensivamente nas guerras naderianas.

Para a "pólvora negra" mais potente, a "farinha de pólvora" (pólvora muito fina), é usado um carvão de madeira. A melhor madeira para esse fim é o salgueiro do Pacífico, mas outras como amieiro ou espinheiro podem ser usadas. Na Grã-Bretanha, entre os séculos XV e XIX, o carvão do amieiro-negro era muito valorizado para fabricação da pólvora; o cottonwood foi usado pelosEstados Confederados da América. Os ingredientes são reduzidos ao tamanho de partículas e misturados da maneira mais uniforme possível. Originalmente, isso acontecia com um pilão de argamassa e pilão de operação semelhante, usando cobre, bronze ou outros materiais que não provocavam faíscas, até que foram superados pelo princípio do moinho de bolas rotativas de bronze ou chumbo que não provocava faíscas. Historicamente, moinhos com rodas de calcário ou mármore, correndo sobre um leito de calcário, eram usados na Grã-Bretanha; no entanto, em meados do século XIX, isso havia mudado para uma roda de pedra com um aro de ferro ou uma roda de ferro fundido que corria sobre um leito de ferro. A mistura era umedecida com álcool ou água durante a moagem para evitar ignição acidental. Isso também ajuda o salitre extremamente solúvel a se misturar nos poros microscópicos do carvão de área superficial muito alta.
Por volta do final do século XIV, os fabricantes de pólvora europeus começaram a adicionar líquido durante a moagem para melhorar a mistura, reduzir a poeira e, com isso, o risco de explosão. Os fabricantes de pólvora moldavam a pasta resultante da pólvora umedecida, conhecida como "bolo de moinho", em grãos para secar. A pólvora em grãos, não apenas se manteve melhor por causa de sua área de superfície reduzida, mas os artilheiros também descobriram que era mais potente e mais fácil de carregar nas armas. Em pouco tempo, os fabricantes de pólvora padronizaram o processo forçando o "bolo de moinho" através de peneiras em vez de moldar os grãos à mão.
A melhoria foi baseada na redução da área superficial de uma composição de maior densidade. No início do século XIX, os fabricantes aumentaram ainda mais a densidade por pressão estática. Eles colocaram o bolo úmido em uma caixa quadrada de dois pés, colocaram isso embaixo de uma prensa de parafuso e reduziram seu volume à metade. O "bolo de prensa" tinha a dureza da ardósia. Eles quebravam as placas secas com martelos ou rolos e classificavam os grânulos com peneiras em diferentes graus. Nos Estados Unidos, Eleuthère Irénée du Pont, que aprendeu o ofício com Lavoisier, jogou os grãos secos em barris rotativos para arredondar os grãos aumentando a durabilidade durante o transporte e manuseio. Se os grãos não fossem arredondados, no transporte eles produziam a chamada "farinha de pólvora" que alterava as propriedades de queima.
Outro avanço foi a fabricação de carvão para forno, destilando madeira em torres de ferro aquecidas, em vez de queimá-la em poços de terra. O controle da temperatura influenciou o poder e a consistência da pólvora acabada. Em 1863, em resposta aos altos preços do salitre indiano, os químicos da DuPont desenvolveram um processo usando potassa ou cloreto de potássio extraído para converter o abundante nitrato de sódio chileno em nitrato de potássio. No ano seguinte (1864), a Gatebeck Low Gunpowder Works em Cúmbria (Grã-Bretanha) inaugurou uma fábrica para produzir nitrato de potássio essencialmente pelo mesmo processo químico. Atualmente, isso é chamado de "Processo Wakefield", em homenagem aos proprietários da empresa. Teria usado cloreto de potássio das minas de Staßfurt, perto de Magdeburg, na Alemanha, que ficaram disponíveis em quantidades industriais.
Durante o século XVIII, as fábricas de pólvora tornaram-se cada vez mais dependentes de energia mecânica. Apesar da mecanização, as dificuldades de produção relacionadas ao controle de umidade, principalmente durante a prensagem, ainda estavam presentes no final do século XIX. Um artigo de 1885 lamenta que "a pólvora é um espírito tão nervoso e sensível que, em quase todos os processos de fabricação, muda sob nossas mãos à medida que o tempo muda". Os tempos de pressão para a densidade desejada podem variar em um fator de três, dependendo da umidade atmosférica.

## Composição e características

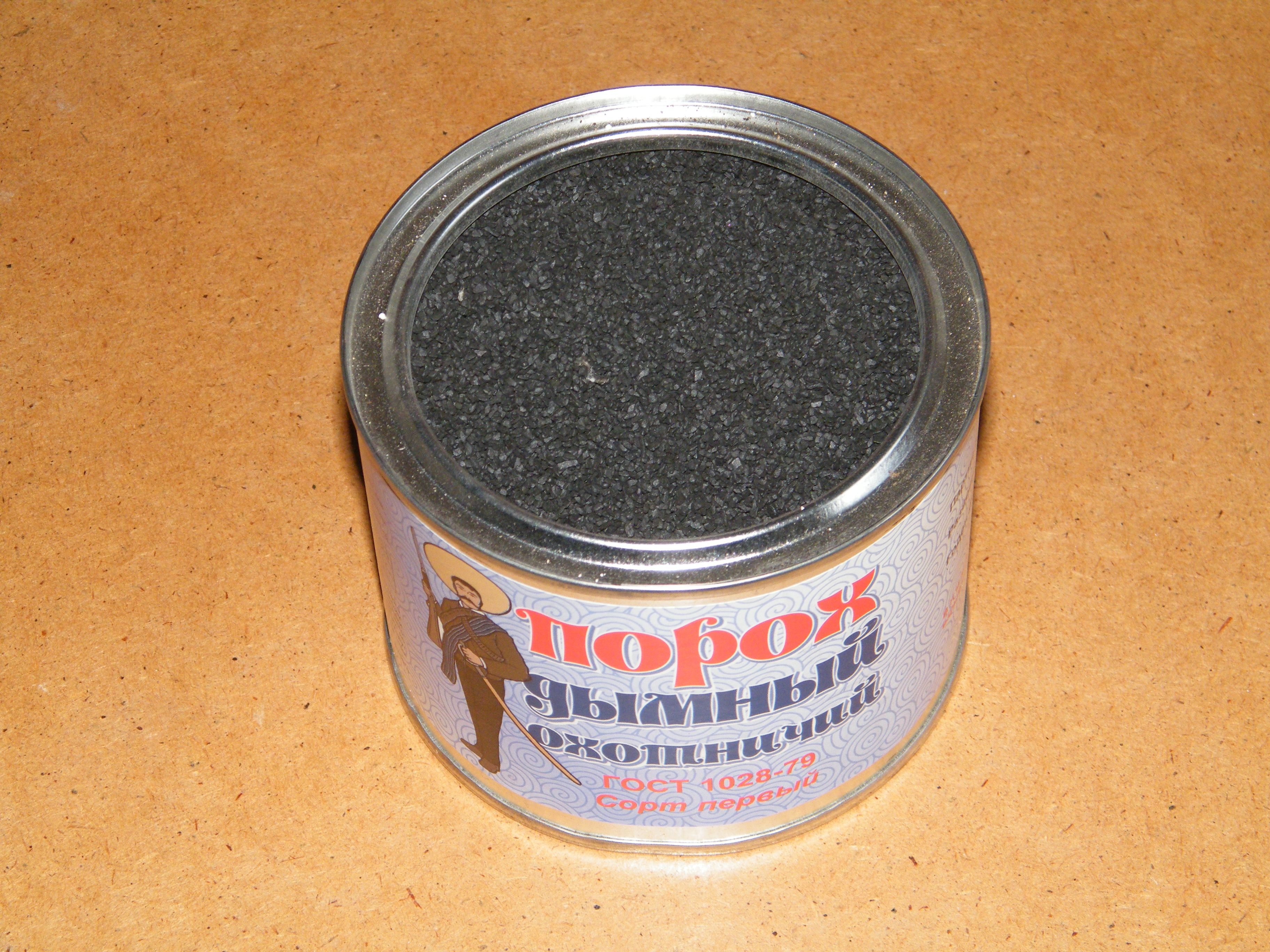
Uma lata de "pólvora negra" russa.

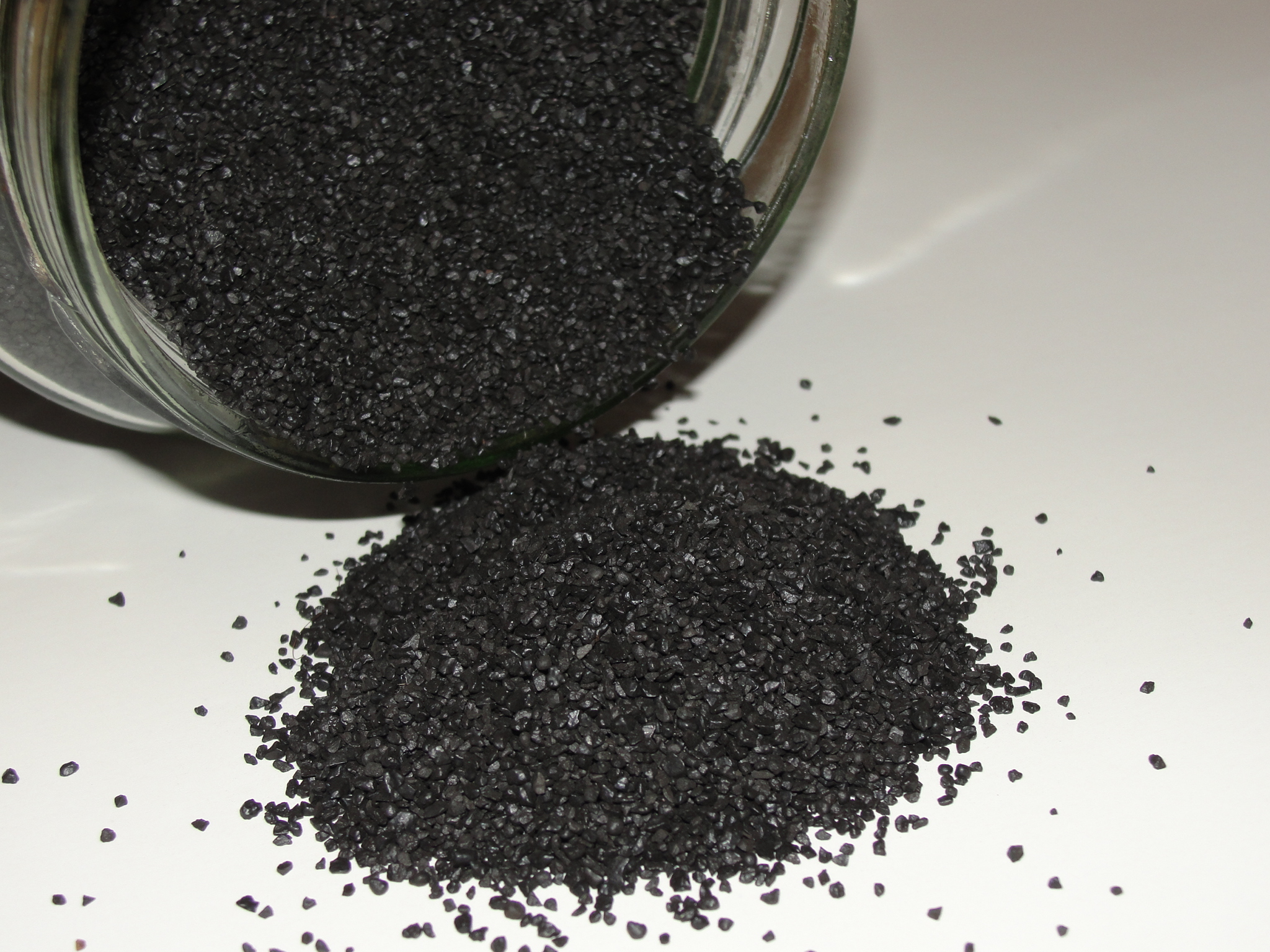
Pólvora negra, na granulação FFFG, usada em mosquetes, canhões ou qualquer outra arma antiga de carregamento frontal.

O termo "pólvora negra" foi cunhado no final do século XIX, principalmente nos Estados Unidos, para distinguir as formulações mais antigas da pólvora das novas "pólvoras sem fumaça" e as "pólvoras com pouca fumaça". As "pólvoras com pouca fumaça" apresentavam propriedades de volume a granel que se aproximavam da "pólvora negra", mas tinham quantidades significativamente reduzidas de produtos de fumaça e combustão. A "pólvora sem fumaça" tem diferentes propriedades de queima (pressão versus tempo) e pode gerar pressão e potência mais altas por grama. Isso pode romper armas antigas projetadas para "pólvora negra". As "pólvoras sem fumaça" variavam na cor do marrom acastanhado ao amarelo e branco, passando pelo verde e outras colorações. A maioria das "pólvoras com pouca fumaça" a granel deixou de ser fabricada na década de 1920.
A "pólvora negra" é uma mistura granular de:
- um nitrato, tipicamente nitrato de potássio, que fornece oxigênio para a reação e popularmente conhecido como "salitre", representado por  ("KNO3");
- carvão, que fornece carbono e outros combustíveis para a reação, para simplificação, adota-se apenas a representação do carbono ("C");
- enxofre, que, embora também sirva como combustível, diminui a temperatura necessária para inflamar a mistura, aumentando assim a taxa de combustão, a representação é: ("S").

O nitrato de potássio é o ingrediente mais importante em termos de volume e função, porque o processo de combustão libera oxigênio do nitrato de potássio, promovendo a queima rápida dos outros ingredientes. Para reduzir a probabilidade de ignição acidental por eletricidade estática, os grânulos de "pólvora negra" modernos são normalmente revestidos com grafite, o que impede o acúmulo de carga eletrostática.
O carvão vegetal não consiste em carbono puro; ao contrário, consiste em celulose parcialmente pirolisada, na qual a madeira não é completamente decomposta. O carbono difere do carvão comum. Enquanto a temperatura de autoignição do carvão é relativamente baixa, o carbono é muito maior. Assim, uma composição de "pólvora negra" contendo carbono puro queimaria similarmente a uma cabeça de fósforo, na melhor das hipóteses.
A atual composição padrão para a "pólvora negra" fabricada por pirotécnicos foi adotada desde 1780. As proporções em peso são de 75% de nitrato de potássio (conhecido como "salitre"), 15% de carvão vegetal de madeira macia e 10% de enxofre. Essas proporções variaram ao longo dos séculos e por país e podem ser alteradas de acordo com a finalidade da pólvora. Por exemplo, graus de potência de "pólvora negra", inadequados para uso em armas de fogo, mas adequados para explodir rochas em operações de pedreiras, são chamados de explosivos em vez depólvora com proporções padrão de 70% de nitrato, 14% de carvão e 16% de enxofre; os explosivos, podem ser feitos com o nitrato de sódio mais barato, substituindo o nitrato de potássio e as proporções podem ser tão baixas quanto 40% de nitrato, 30% de carvão e 30% de enxofre. Em 1857, Lammot du Pont resolveu o principal problema do uso de formulações mais baratas de nitrato de sódio quando patenteou o explosivo DuPont "B". Depois de fabricar grãos a partir do bolo prensado da maneira usual, seu processo misturou por tombamento pó de grafite por 12 horas. Isso formou um revestimento de grafite em cada grão que reduziu sua capacidade de absorver a umidade.
Nem o uso de grafite nem nitrato de sódio eram novos. Recobrir os grãos de pólvora com grafite já era uma técnica aceita em 1839, e explosivos baseados em nitrato de sódio foram produzidos no Peru por muitos anos usando o nitrato de sódio extraído em Tarapacá (agora no Chile). Além disso, em 1846, duas fábricas foram construídas no sudoeste da Inglaterra para produzir explosivos usando esse nitrato de sódio. A ideia pode muito bem ter sido trazida do Peru por mineradores da Cornualha que voltam para casa depois de concluir seus contratos. Outra possibilidade, é que foi William Lobb, o coletor de plantas, que reconheceu as possibilidades de nitrato de sódio durante suas viagens pela América do Sul. Lammot du Pont teria sabido sobre o uso de grafite e provavelmente também sabia sobre as plantas no sudoeste da Inglaterra. Em sua patente, ele teve o cuidado de afirmar que sua "reivindicação" era pela combinação de grafite com pólvora à base de nitrato de sódio, e não por uma das duas tecnologias individuais.
A "pólvora de guerra francesa" de 1879 usava a proporção de 75% de salitre, 12,5% de carvão vegetal e 12,5% de enxofre. A "pólvora de guerra inglesa" de 1879 usava a proporção 75% salitre, 15% carvão, 10% enxofre. Os foguetes Congreve britânicos usavam 62,4% de salitre, 23,2% de carvão e 14,4% de enxofre, mas a pólvora britânica Mark VII foi alterada para 65% de salitre, 20% de carvão e 15% de enxofre. A explicação para a grande variedade de formulações refere-se ao uso. A pólvora usada para foguetes pode usar uma taxa de queima mais lenta, pois acelera o projétil por um tempo muito maior - enquanto as pólvoras para armas como pederneiras, espoleta de percussão ou fecho de mecha precisam de uma taxa de queima mais alta para acelerar o projétil a uma distância muito menor. Os canhões usavam pólvoras com menor taxa de queima, porque a maioria estouraria com pólvoras com maior taxa de queima.
Na Primeira Guerra do Ópio, a mistura para a pólvora usada pela Dinastia Qing da China, continha uma alta proporção de carvão, o que lhe conferia alta estabilidade e vida útil mais longa, mas gerava menos energia cinética quando inflamada, diminuindo o alcance e a precisão. Em comparação, a mistura da pólvora britânica continha uma proporção mais alta de enxofre, permitindo que a pólvora queimasse mais rapidamente e, assim, gerasse mais energia cinética.

## Serpentine

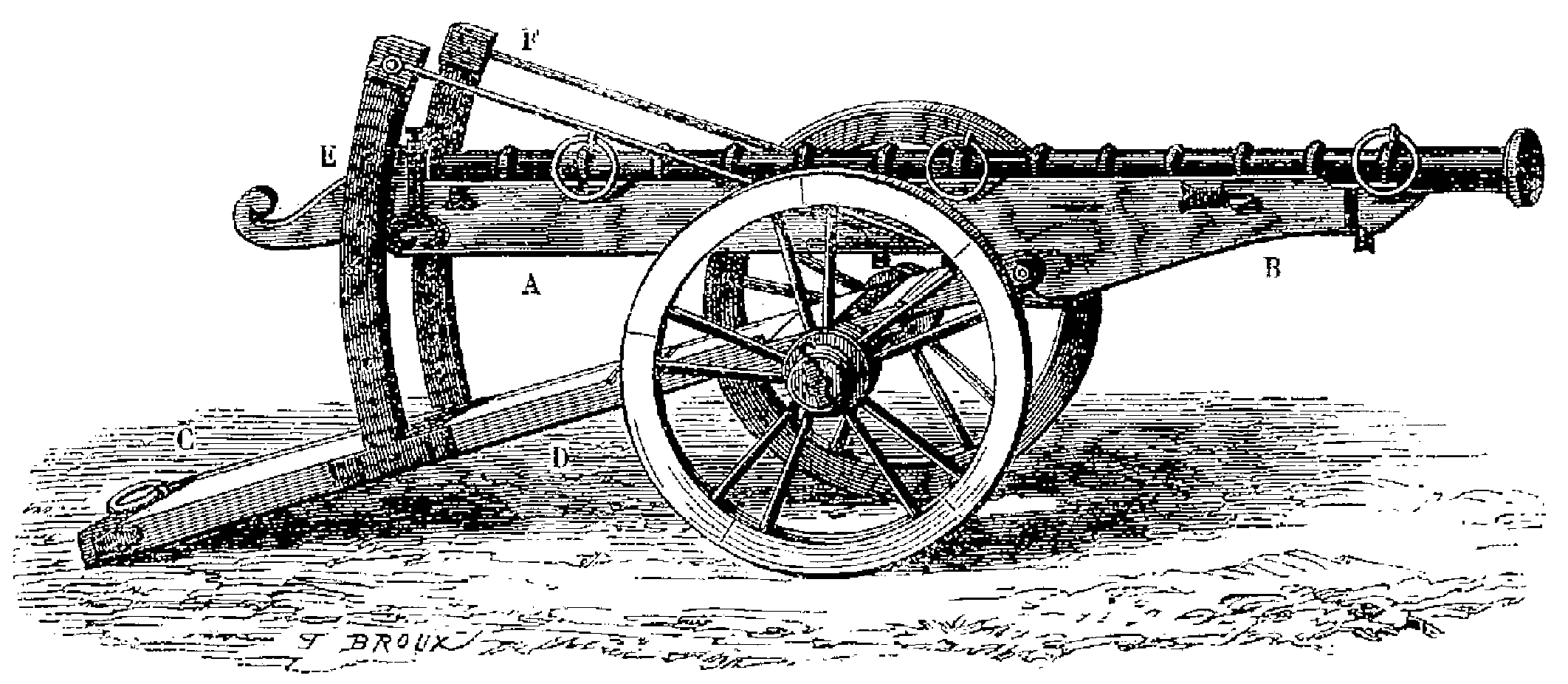
Um típico canhão serpentine com seu mecanismo de direcionamento em arco.

O termo "serpentine", derivado de serpente está associado com um canhão ("couleuvrina" em francês) e foi usado para designar um tipo de pólvora: era o composto original usado na Europa do século XV era conhecido como "Serpentina", uma referência a Satã ou, mais provavelmente a uma peça de artilharia comum que o usava, o canhão "serpentine". Os ingredientes foram moídos com um almofariz ou pilão, talvez por 24 horas, resultando em uma farinha muito fina (o que caracterizava essa pólvora). A vibração durante o transporte podia fazer com que os componentes se separassem novamente, exigindo remistura em campo. Além disso, se a qualidade do salitre fosse baixa (por exemplo, se estivesse contaminada com nitrato de cálcio altamente higroscópico) ou se a pólvora fosse simplesmente velha (devido à natureza levemente higroscópica do nitrato de potássio), ou ainda simplesmente em clima úmido, seria necessário secá-lo novamente em campo. A poeira dessa pólvora "reciclada" em campo, era um grande perigo.
Carregar bombardas ou canhões antes dos avanços da Renascença em relação à pólvora era uma arte de extrema habilidade. A pólvora fina carregada a esmo ou muito prensada queimaria de forma incompleta ou muito lentamente. Normalmente, a câmara para carregamento de pólvora ficava na parte traseira da arma (retrocarga) e era cheia apenas pela metade, a pólvora "serpentine" era carregada nem muito prensada nem muito solta, uma rolha de madeira perfurada era usada para selar a câmara do cano quando montada e o projétil colocado em cima. Um espaço vazio cuidadosamente determinado era necessário para a carga queimar efetivamente. Quando o canhão era disparado aproximando uma mecha de um orifício na câmara, a turbulência da combustão inicial da superfície fezia com que o restante da pólvora fosse rapidamente exposto à chama.
O advento da muito mais poderosa e fácil de usar "pólovora em grãos" mudou esse procedimento, mas a pólvora "serpentine" foi usada com armas mais antigas no século XVII.

## Granulação

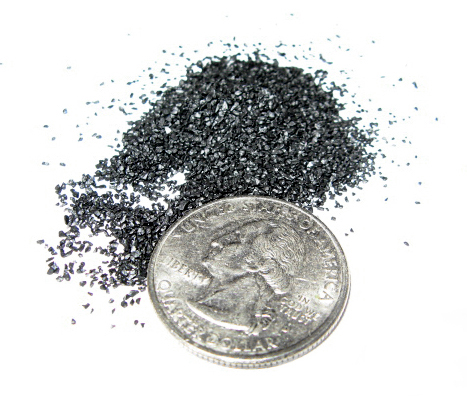
Um close de uma amostra de pólvora exibindo sua granulação "FFFG" ao lado de ua moeda de 24 mm de diâmetro (quarto de dólar), para comparação.

Para que os propelentes oxidem e queimem de maneira rápida e eficaz, os ingredientes combustíveis devem ser reduzidos ao menor tamanho de partícula possível e devem ser misturados da maneira mais uniforme possível. Uma vez misturados, no entanto, para obter melhores resultados em uma arma, os fabricantes descobriram que o produto final deveria estar na forma de grãos densos individuais que espalham o fogo rapidamente de grão em grão, assim como palha ou galhos pegam fogo mais rapidamente do que uma pilha de serragem.
Como os ingredientes em pó seco devem ser misturados e unidos para extrusão e cortados em grãos para manter a mistura, a redução de tamanho e a mistura são feitas enquanto os ingredientes estão úmidos, geralmente com água. Depois de 1800, em vez de formar grãos à mão ou com peneiras, o bolo úmido foi prensado em moldes para aumentar sua densidade e extrair o líquido. A prensagem durava quantidades variáveis de tempo, dependendo de condições como umidade atmosférica. O produto duro e denso era então quebrado novamente em pedaços minúsculos, que eram separados por peneiras para produzir um produto uniforme para cada finalidade: pólvoras grossas para canhões, pólvoras de granulação mais fina para mosquetes e as ainda mais finas para armas de mão pequenas e rastilhos. A pólvora de granulação inadequada geralmente fazia com que os canhões estourassem antes que o projétil pudesse sair pelo cano, devido ao alto aumento inicial da pressão. A "pólvora Mammoth", com grãos grandes, fabricada para o canhão Rodman de 15 polegadas, reduziu a pressão para apenas 20% a do que a pólvora de canhão comum teria produzido.
Em meados do século XIX, foram feitas medições determinando que a taxa de queima de um grão de "pólvora negra" (ou uma massa compactada) é de cerca de 6 cm/s (0,20 pés/s), enquanto a taxa de propagação da ignição de um grão para outro é de cerca de 9 m/s (30 pés/s), mais de duas ordens de grandeza mais rápida.

## Tipos modernos

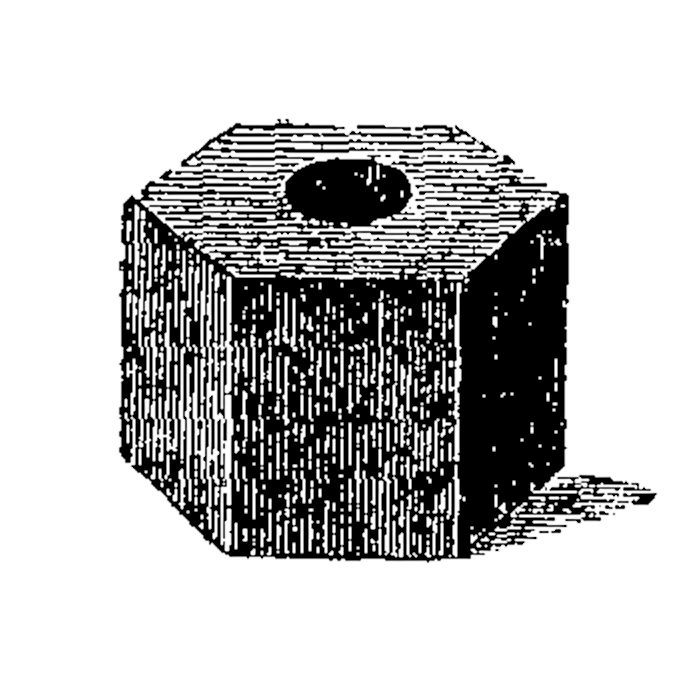
Um "grão" de pólvora hexagonal ca. 1875.

O método moderno para moldar os grãos de pólvora, primeiro comprime a fina "farinha" de "pólvora negra" em blocos com uma densidade fixa (1,7 g/cm³). Nos Estados Unidos, os grãos de pólvora foram designados "F" (fino) ou "C" (grosso). O diâmetro dos grãos diminui com um número maior de "F"s e aumenta com um número maior de "C"s, variando de cerca de 2 mm (0,08 pol) para o "7F" a 15 mm (0,6 pol) para o "7C". Grãos ainda maiores foram produzidos para impulsionar balas artilharia com diâmetros superiores a cerca de 17 cm (6,7 pol.). A pólvora padrão "DuPont Mammoth" desenvolvida por Thomas Rodman e Lammot du Pont para uso durante a Guerra Civil Americana tinha grãos com uma média de 15 mm (0,6 pol) de diâmetro com bordas arredondadas em um barril com o interior envidraçado. Outras versões tinham grãos do tamanho de bolas de golfe e tênis para uso em canhões Rodman de 20 polegadas (51 cm). Em 1875, a DuPont introduziu a "pólvora hexagonal" para artilharia de grande porte, que era prensada usando placas moldadas com um pequeno núcleo central - cerca de 3,8 cm (1,5 polegadas) de diâmetro, gerando "grãos" semelhantes a uma porca de roda de carroça, o orifício central se alargava à medida que os grãos queimavam. Em 1882, os fabricantes alemães também produziram pólvoras de grão hexagonal de tamanho semelhante para artilharia.
No final do século XIX, a fabricação se concentrava nos graus padrão de "pólvora negra" do "Fg" usado em rifles de grosso calibre espingardas, passando pelo "FFg" (armas de médio e pequeno calibre, como mosquetes e fuzis), pelo "FFFg" (rifles e pistolas de pequeno calibre) e "FFFFg" (calibre extremamente pequeno, pistolas curtas e mais comumente para pavios de pederneiras). Um grau mais grosso para uso em munição de festim para artilharia militar foi designado "A-1". Esses graus foram classificadas em um sistema de telas, sendo o tamanho grande retido em uma malha de 6 fios por polegada, o A-1 retido em 10 fios por polegada, o Fg retido em 14, o FFg em 24, o FFFg em 46 e o FFFFg em 60. As mais finas, designadas "FFFFFg" eram geralmente reprocessados para minimizar os riscos de poeira explosiva. No Reino Unido, as principais "pólvores de serviço" foram classificados como RFG ("rifle fine grained") com diâmetro de um ou dois milímetros e RLG ("rifle large grained") para diâmetros de grãos entre dois e seis milímetros. Como alternativa, os grãos de pólvora podem ser classificados pelo tamanho da malha: a malha da peneira BSS, sendo a menor, que não retém grãos. Os tamanhos de grãos reconhecidos são: pólvora G 7, G 20, G 40 e G 90.
Devido ao grande mercado de armas antigas e réplicas de armas de "pólvora negra" nos EUA, foram criados substitutos de pólvora negra modernos, como: "Pyrodex", "Triple Seven" e "Black Mag3", foram desenvolvidos desde a década de 1970. Esses produtos, que não devem ser confundidos com pólvora sem fumaça, visam produzir menos incrustações (resíduos sólidos), mantendo o sistema tradicional de medição volumétrica de cargas. Afirmações de menor corrosividade desses produtos têm sido contestadas. Novos produtos de limpeza para pistolas de "pólvora negra" também foram desenvolvidos para este mercado.

## Outros tipos de pólvora
Além da "pólvora negra", existem outros tipos historicamente importantes de pólvora. A "pólvora marrom" é citada como composta por 79% de nitro, 3% de enxofre e 18% de carvão por 100 de pó seco, com cerca de 2% de umidade. A "pólvora marrom Prismática" é um produto de granulação maior que a Rottweil Company introduziu em 1884 na Alemanha, que foi adotado pela Marinha Real Britânica logo depois. A Marinha Francesa adotou um produto de grão fino e não prismático de 3,1 milímetros chamado "Slow Burning Cocoa" (SBC) ou "cacau em pó". Essas pólvoras marrons reduziram ainda mais a taxa de queima usando apenas 2% de enxofre e usando carvão feito de palha de centeio que não havia sido completamente carbonizado, daí a cor marrom.
A "pólvora de Lesmok" foi um produto desenvolvido pela DuPont em 1911, um dos vários produtos sem fumaça na indústria que contém uma mistura de "pólvora negra" e nitrocelulose. Ele foi vendido para a Winchester e outros principalmente para calibres pequenos .22 e .32. Sua vantagem era que, na época, acreditava-se ser menos corrosivo do que as pólvoras sem fumaça que estavam em uso. Não foi entendido nos EUA até a década de 1920 que a fonte real de corrosão era o resíduo de cloreto de potássio das espoletas deflagradas. A incrustação de "pólvora negra" mais volumosa dispersa melhor o resíduo da espoleta. A falha em mitigar a corrosão da espoleta por dispersão causou a falsa impressão de que a pólvora à base de nitrocelulose causou corrosão. A "Lesmok" tinha parte do volume de "pólvora negra" para dispersar o resíduo da espoleta, mas um pouco menos do que a "pólvora negra" pura, exigindo, portanto, limpeza do cano com menos frequência. Foi vendido pela última vez pela Winchester em 1947.

## Pólvora sem fumaça
A pólvora sem fumaça, consiste, quase que exclusivamente, de pura nitrocelulose (pólvoras de base simples), frequentemente combinada com até 50% de nitroglicerina (pólvoras de base dupla), e algumas vezes com nitroguanidina (pólvoras de base tripla), embebida em pequenas pelotas esféricas, lâminas ou cilindros extrudados, usando éter como solvente.
Diferente da pólvora negra, que é heterogênea, uma simples mistura de componentes, a chamada "pólvora sem fumaça", é um composto homogeneizado, de nitrocelulose, nitroglicerina e agentes plastificantes e gelatinizantes.
Apesar desse tipo de pólvora efetivamente gerar menos fumaça, em termos técnicos, ela tinha desempenho muito superior à sua antecessora, em termos balísticos, em todo tipo de arma. Com a vantagem de ter velocidade de combustão menor sem perder energia química. Essas características permitiram o controle da velocidade de combustão através da granulação.
A pólvora sem fumaça, começou a ser fabricada no Brasil em 1917, na "Fábrica Presidente Vargas" em Piquete, São Paulo.

## Pólvora sem enxofre

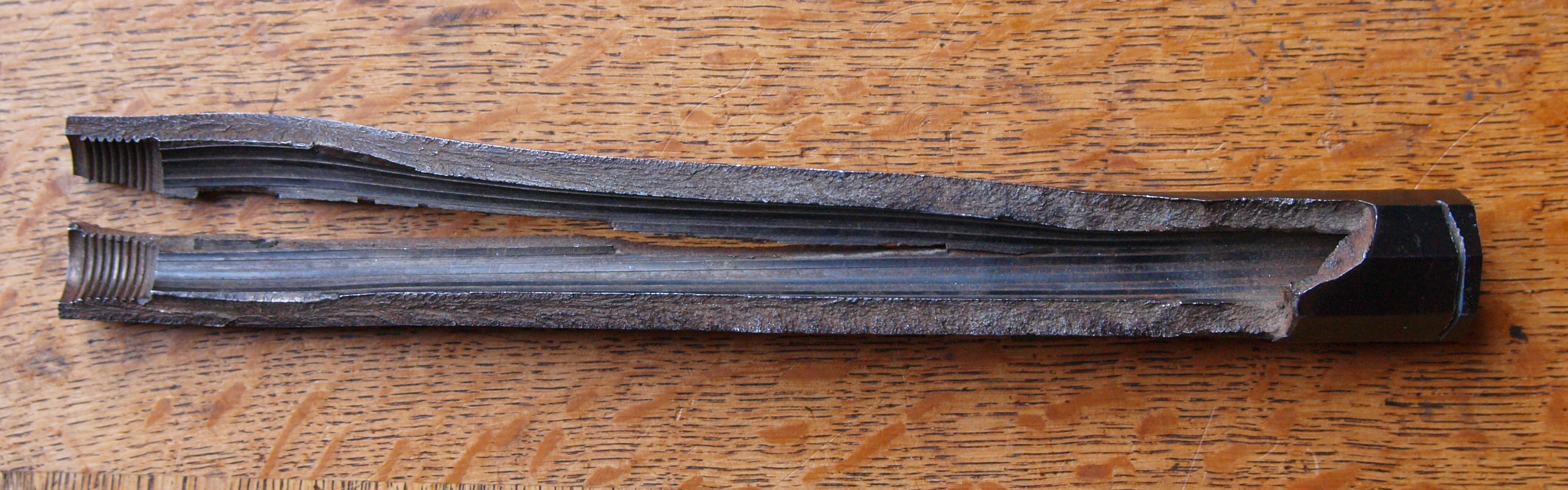
O cano de uma réplica de pistola de antecarga rompido, foi carregada com pólvora de nitrocelulose em vez de pólvora negra e não suportou as pressões mais altas do propelente moderno.

O desenvolvimento de pólvoras sem fumaça, como a "Cordite", no final do século XIX criou a necessidade de uma carga de detonador sensível à faísca, como a pólvora. No entanto, o teor de enxofre das pólvoras tradicionais causou problemas de corrosão com a "Cordite Mk I" e isso levou à introdução de uma variedade de pólvoras isentos de enxofre, de tamanhos variados de grãos. Eles normalmente contêm 70,5 partes de salitre e 29,5 partes de carvão. Como a "pólvora negra", eles foram produzidos em diferentes tamanhos de grãos. No Reino Unido, o grão mais fino era conhecido como "sulfur-free gunpowder" (SMP). Os grãos mais grossos foram numerados como pólvora sem enxofre (SFG n): 'SFG 12', 'SFG 20', 'SFG 40' e 'SFG 90', por exemplo; onde o número representa a menor malha da peneira BSS, que não retém nenhum grão.
O principal papel do enxofre na pólvora' é diminuir a temperatura de ignição. Uma amostra de reação à pólvora sem enxofre seria:
6 KNO3 + C7H4O → 3 K2CO3 + 4 CO2 + 2 H2O + 3 N2.

## Características de combustão

### Reação química
A pólvora não queima como uma reação única, portanto os subprodutos não são facilmente previstos. Um estudo mostrou que produzia (em ordem decrescente) 55,91% de produtos sólidos: carbonato de potássio, sulfato de potássio, sulfeto de potássio, enxofre, nitrato de potássio, tiocianato de potássio, carbono, carbonato de amônio e 42,98% de produtos gasosos: dióxido de carbono, nitrogênio, monóxido de carbono, sulfeto de hidrogênio, hidrogênio, metano, 1,11% de água.
No entanto, equações simplificadas foram citadas.
Uma equação química simples, comumente citada, para a combustão da "pólvora negra" é:
2 KNO3 + S + 3 C → K2S + N2 + 3 CO2.
Uma equação equilibrada, mas ainda simplificada, é:
10 KNO3 + 3 S + 8 C → 2 K2CO3 + 3 K2SO4 + 6 CO2 + 5 N2.
A "pólvora negra" feita com nitrato de sódio mais barato e mais abundante (em proporções apropriadas) também funciona bem, e as equações anteriores se aplicam, com sódio em vez de potássio. No entanto, é mais higroscópico do que as pólvoras feitas de nitrato de potássio - conhecido popularmente como salitre. Como as "pólvoras negras" granuladas feitas com salitre são menos afetadas pela umidade do ar, elas podem ser armazenadas sem lacre, sem degradação pela umidade. Sabe-se que as armas de antecarga disparam depois de penduradas na parede há décadas carregadas, desde que continuem secos. Por outro lado, a "pólvora negra" feita com nitrato de sódio deve ser mantido selado para permanecer estável.
Os mosquetes ou pistolas de fecho de mecha (um sistema de ignição antecipada), bem como o pederneira, muitas vezes seriam inutilizáveis em tempo chuvoso, devido ao pó na panela ser exposto e umedecido.

### Energia
Amostras de pólvora negra produzida para o fuzil M16 foram testadas em 2017, liberaram entre 3,8 e 10,6 megajoules por quilograma e contém seu próprio oxidante. A título de comparação, o TNT libera 4,7 megajoules por quilograma, e a gasolina 47,2 megajoules por quilograma, mas a gasolina requer um oxidante, então uma mistura otimizada de gasolina e O2 libera 10,4 megajoules por quilograma. A pólvora negra também tem uma baixa densidade de energia em comparação com as modernas pólvoras sem fumaça, portanto, para obter cargas de alta energia, grandes quantidades de pólvora negra são necessárias com projéteis pesados.

### Efeitos
A pólvora é um baixo explosivo, ou seja, não detona, mas deflagra (queima rapidamente). Esta é uma vantagem em um dispositivo propelente, onde não se deseja um choque que estilhaçaria a arma e potencialmente prejudicasse o operador, porém é uma desvantagem quando alguma explosão é desejada. Nesse caso, a pólvora (e mais importante, os gases produzidos por sua queima) deve ser confinada. Uma vez que contém seu próprio oxidante e, adicionalmente, queima mais rápido sob pressão, sua combustão é capaz de estourar recipientes como estojos, granadas ou invólucros improvisados de "bomba de cano" ou "panela de pressão" para formar estilhaços.
Nas pedreiras, os explosivos são geralmente preferidos para quebrar rochas. No entanto, devido ao seu baixo brilho, a pólvora negra causa menos fraturas e resulta em pedras mais utilizáveis em comparação com outros explosivos, tornando a pólvora negra útil para explodir ardósia, que é frágil, ou pedras monumentais, como granito e mármore. A pólvora negra é adequada para tiros de festim, sinalizadores e bombas de efeito moral. A pólvora negra também é usada em fogos de artifício para o elevar as cargas explosivas, em foguetes como combustível e em certos efeitos especiais.
Como visto acima, a combustão converte menos da metade da massa de pólvora negra em gás, a maior parte dela se transforma em material particulado. Parte dele é ejetado, desperdiçando força de propulsão, sujando o ar e geralmente sendo um incômodo (revelando a posição de um soldado, gerando névoa que atrapalha a visão, etc.). Parte disso acaba como uma espessa camada de fuligem dentro do cano, onde também é um incômodo para tiros subsequentes e causa de emperramento de uma arma automática. Além disso, esse resíduo é higroscópico e, com a adição da umidade absorvida do ar, forma-se uma substância corrosiva. A fuligem contém óxido de potássio ou óxido de sódio que se transforma em hidróxido de potássio, ou hidróxido de sódio, que corrói canos de ferro forjado ou aço. Armas de pólvora negra devem ser bem limpas após o uso, tanto por dentro quanto por fora, para remover o resíduo.

## Regulamentos de transporte
Os "Regulamentos Modelo" das Nações Unidas para o transporte de cargas perigosas e as autoridades nacionais de transporte, como o Departamento de Transporte dos Estados Unidos, classificaram a pólvora (pólvora negra) como "Grupo A": Substância explosiva primária para transporte porque se inflama com facilidade. Dispositivos completos fabricados contendo pólvora são geralmente classificados como "Grupo D": substância detonante secundária, ou pólvora negra, ou artigo contendo substância detonante secundária, como fogos de artifício, motor de foguete modelo classe D, etc., para transporte porque são mais difíceis de inflamar do que pólvora à granel. Como explosivos, todos eles se enquadram na categoria da Classe 1.

## Mineração e usos industriais
Além de seu uso como propelente em armas de fogo e artilharia, outro uso principal da pólvora negra tem sido como explosivo em pedreiras, mineração e construção de estradas (incluindo construção de ferrovias). Durante o século XIX, fora das emergências de guerra, como a Guerra da Crimeia ou a Guerra Civil Americana, mais pólvora negra foi usada nesses usos industriais do que em armas de fogo e artilharia. Mas a dinamite gradualmente a substituiu para esses usos. Hoje, os explosivos industriais para tais usos ainda são um grande mercado, mas a maior parte do mercado é de explosivos mais novos, em vez de pólvora negra.
Começando na década de 1930, tanto a pólvora quanto a pólvora sem fumaça foram usadas em martelos de rebite, armas de atordoamento para animais, lançadores de cabos e outras ferramentas de construção industrial. Pinadores para concreto sólido, função impossível com ferramentas hidráulicas. Hoje, as ferramentas acionadas por pólvora ainda são uma parte importante de várias indústrias, mas os cartuchos geralmente usam pólvora sem fumaça. Espingardas industriais têm sido usadas para eliminar aglomerados de materiais persistentes em fornos rotativos operacionais (como aqueles para cimento, cal, fosfato, etc.) e "clínquer" em fornos operacionais, e ferramentas comerciais tornam o método mais confiável.

## Outros usos
A pólvora tem sido ocasionalmente empregada para outros fins além de armas, mineração e construção:
- Após a Batalha de Aspern-Essling (1809), o cirurgião do Exército Napoleônico Larrey, sem sal, temperou um caldo de carne de cavalo para os feridos sob seus cuidados com pólvora.[142][143] Também era usado para esterilização em navios quando não havia álcool.
- Os marinheiros britânicos usaram pólvora para criar tatuagens quando a tinta não estava disponível, picando a pele e esfregando o pó na ferida em um método conhecido como tatuagem traumática.[144]
- Christiaan Huygens fez experiências com pólvora em 1673 em uma das primeiras tentativas de construir um motor de combustão interna, mas não teve sucesso. As tentativas modernas de recriar sua invenção foram igualmente malsucedidas.
- Perto de Londres em 1853, o Capitão Shrapnel demonstrou o uso de pólvora negra em um processamento de mineração em um método para esmagar minérios contendo ouro, disparando-os de um canhão em uma câmara de ferro, e "muita satisfação foi expressa por todos os presentes". Ele esperava que fosse útil nos campos de ouro da Califórnia e da Austrália. A invenção não resultou em nada, já que máquinas de trituração em operação contínua que alcançaram uma cominuição mais confiável já estavam sendo utilizadas.[145]
- Os fogos de artifício usam pólvora para a elevação de cargas explosivas, embora às vezes outras composições mais poderosas sejam adicionadas à carga de estouro para melhorar o desempenho em estojos pequenos ou atingir maior altura. Apesar de muitos fabricantes estarem migrando para compostos de pólvora mais modernos, estáveis e fáceis de manusear, muitos continuam utilizando a solução tradicional.[146]